# Pont Neuf
Pour les articles homonymes, voir Pont Neuf (homonymie).
Le pont Neuf ou Pont-Neuf est, malgré son nom, actuellement le pont le plus ancien existant à Paris. Il traverse la Seine à la pointe ouest de l'île de la Cité.
Construit à partir de la fin du XVIe siècle et terminé au début du XVIIe, il doit son nom à la nouveauté que constituait à l'époque un pont dénué d'habitations et pourvu de trottoirs protégeant les piétons de la boue et des chevaux. Il est aussi le tout premier pont de pierre de Paris à traverser entièrement la Seine. La graphie aujourd'hui préconisée est « le pont Neuf, », mais on a longtemps écrit ce nom : « le Pont-Neuf ».
Ce monument fait l’objet d’un classement au titre des monuments historiques depuis 1889. En 1991, il a été inscrit au patrimoine mondial de l'Unesco, avec l'ensemble des quais de la Seine à Paris.
Ce site est desservi par la station de métro Pont-Neuf.

## Historique

### Le pont

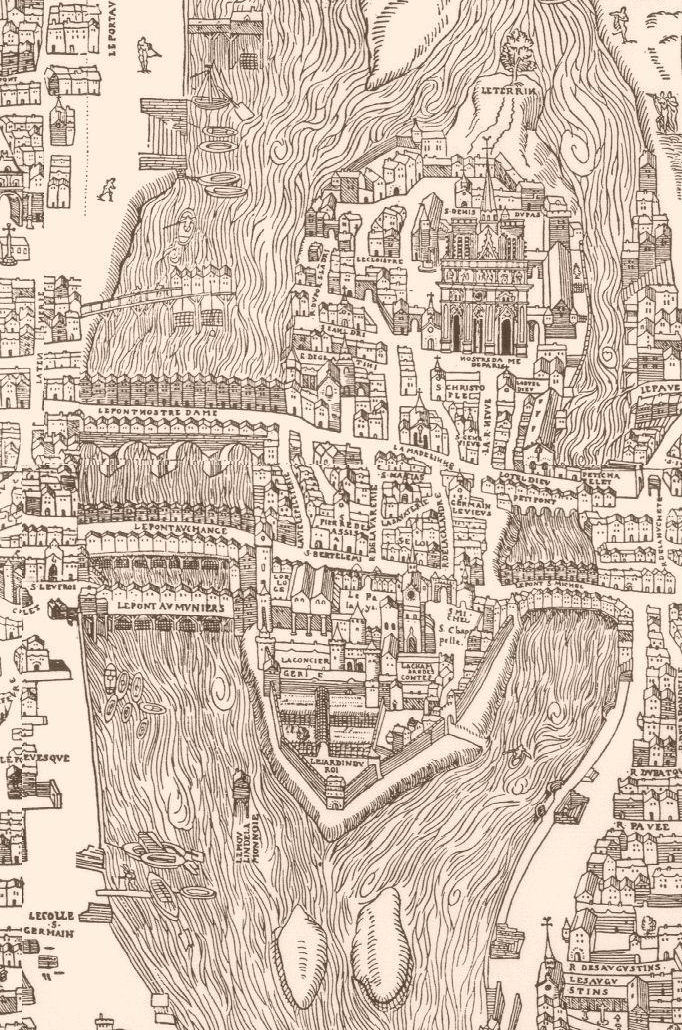
L'île de la Cité avant la construction du pont (plan dit « de Bâle », 1552).

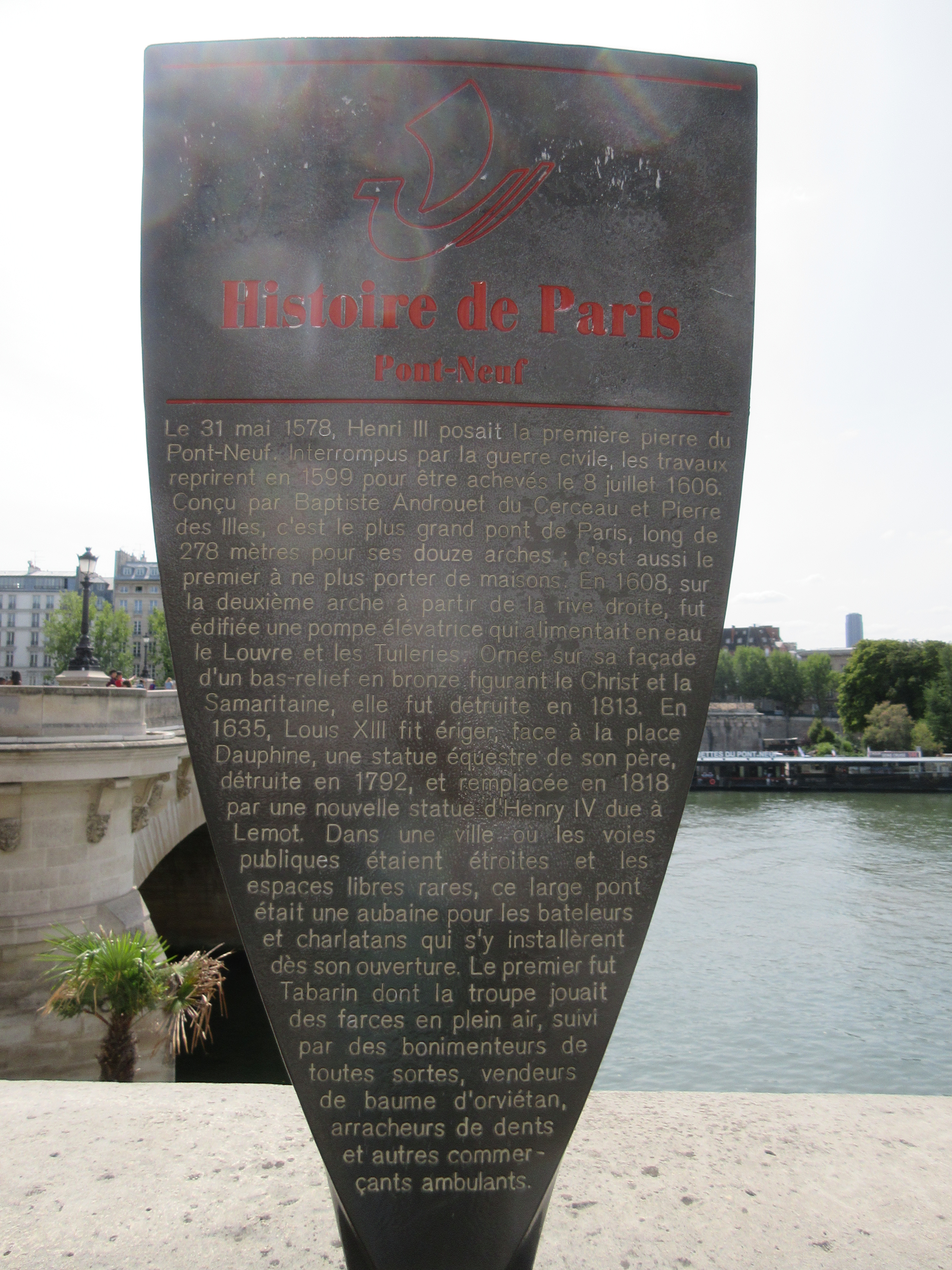
Panneau Histoire de Paris « Pont-Neuf ».

Le pont Neuf est actuellement le plus ancien pont de Paris. C'est, après les ponts aval et amont du périphérique, le troisième plus long pont de Paris (238 m).
Il a gardé le nom qu'on lui a attribué spontanément à l'époque de sa construction. Celle-ci est décidée en 1577, et le 2 novembre de cette année-là, Henri III désigne une commission chargée d'assurer la bonne construction du pont et le suivi des travaux. Il charge Claude Marcel, contrôleur général des finances, d'assurer la liaison entre lui et la commission.
Le 16 mars 1578, la construction est autorisée par lettres patentes du roi, lequel pose la première pierre de l'ouvrage le 31 mai suivant en présence de la reine mère Catherine de Médicis et de la reine Louise de Lorraine-Vaudémont. Ce jour-là, le roi, revenant des funérailles de deux de ses mignons, pleure durant la cérémonie. «  Le pont des Pleurs » est le premier surnom donné par les Parisiens au nouvel édifice.
Sa construction se poursuivra jusqu'en 1607, sous le règne d'Henri IV. Du fait du soulèvement de la ville contre le roi, le chantier prend du retard et les travaux doivent être suspendus pendant dix ans, de 1588 à 1598. En 1599, Henri IV ordonne la reprise des travaux et confie leur conduite à Guillaume Marchant et François Petit.
Il est cité sous le nom de « Pont neuf » dans un manuscrit de 1636.
C'est aussi le premier pont de Paris à ne plus être couvert. Le premier architecte chargé des travaux, Baptiste Androuet du Cerceau, avait décidé que ce pont porterait des maisons, à l'instar des autres ponts de Paris. Il ménagea donc des caves dans les piles et sous les arches. Comme la plupart des ponts construits à l'époque, le pont Neuf se compose d'une série de courtes arches. À la reprise des travaux interrompus dix ans, Henri IV opta pour un pont sans maisons, mais les caves déjà construites restèrent. Un souterrain les reliait. Elles furent bouchées par la suite. Dans les corbeilles sont érigés de petits bâtiments abritant des boutiques.
Cependant, des marchands ambulants y font commerce, tels des tondeurs de chiens ou des loueurs de parasols. Il est le lieu de rendez-vous des charlatans,. Des bouquinistes, aussi, y entrent en concurrence avec les librairies installées dans le quartier, si bien qu'en 1619 ces dernières obtiennent l'interdiction de la présence de cette concurrence commerciale sur le pont Neuf, chose réaffirmée par une ordonnance royale en 1742.
En 1702, le pont, qui fait partie du quartier de la Cité, possède 22 bâtiments et 20 lanternes. Il commence quai des Augustins, vis-à-vis de la place Dauphine et se termine aux coins des quais de la Vieille-Vallée-de-Misère et de l'École vis-à-vis le carrefour des Trois-Maries.
Au XIXe siècle, les corbeilles sont dégagées de leurs bâtiments et les anciennes caves sont bouchées. La dernière boutique n'en disparaît que vers 1854.
Le 17 août 1843, le premier essai d’éclairage public électrique est tenté sur le pont.
On trouve de part et d'autre du pont des repères témoins de la crue de la Seine de 1910. Son niveau moyen est au-dessus du niveau moyen du quartier du Marais.
Au premier trimestre 2007, la Ville de Paris en a achevé la restauration intégrale, avec la dernière arche et ses mascarons, côté rive droite et voie sur berge. Un panneau Histoire de Paris, situé quai des Grands-Augustins à l'angle du pont, rappelle l'histoire du plus vieux pont de Paris.

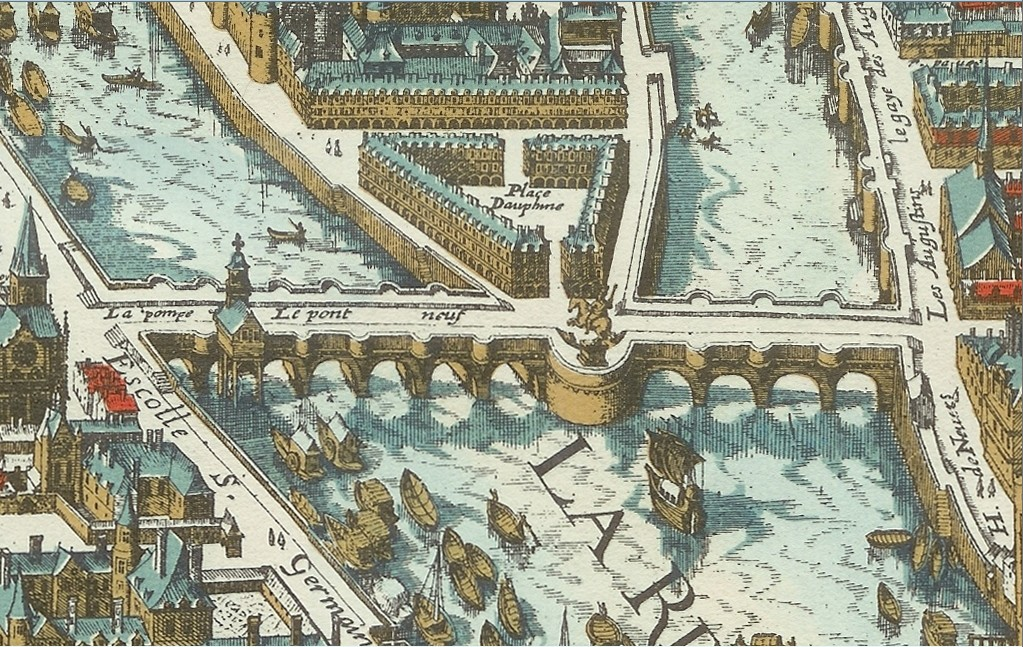
Plan de Mérian montrant une vue aérienne du pont neuf en 1615.
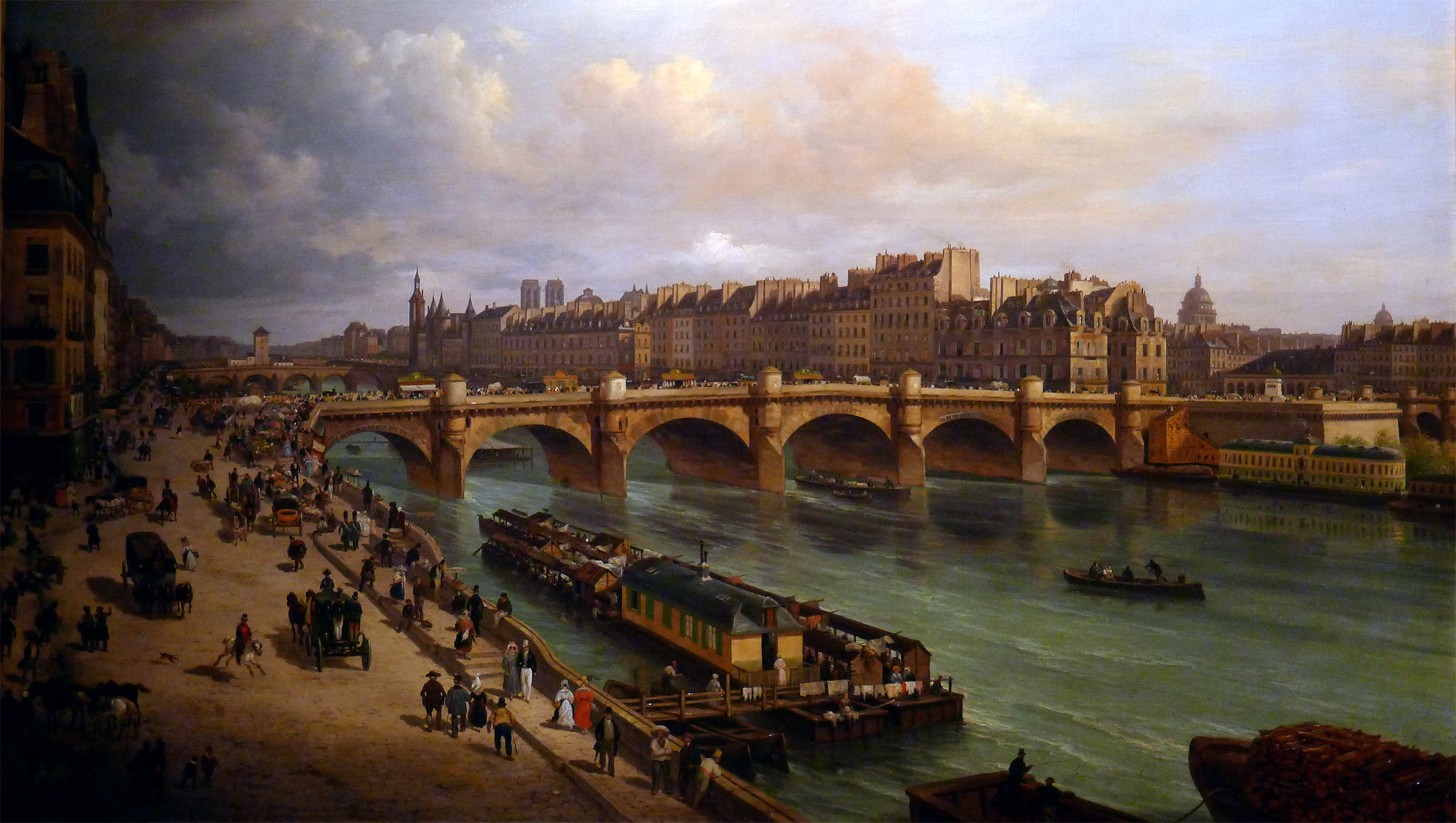
Peint par Canella en 1832.
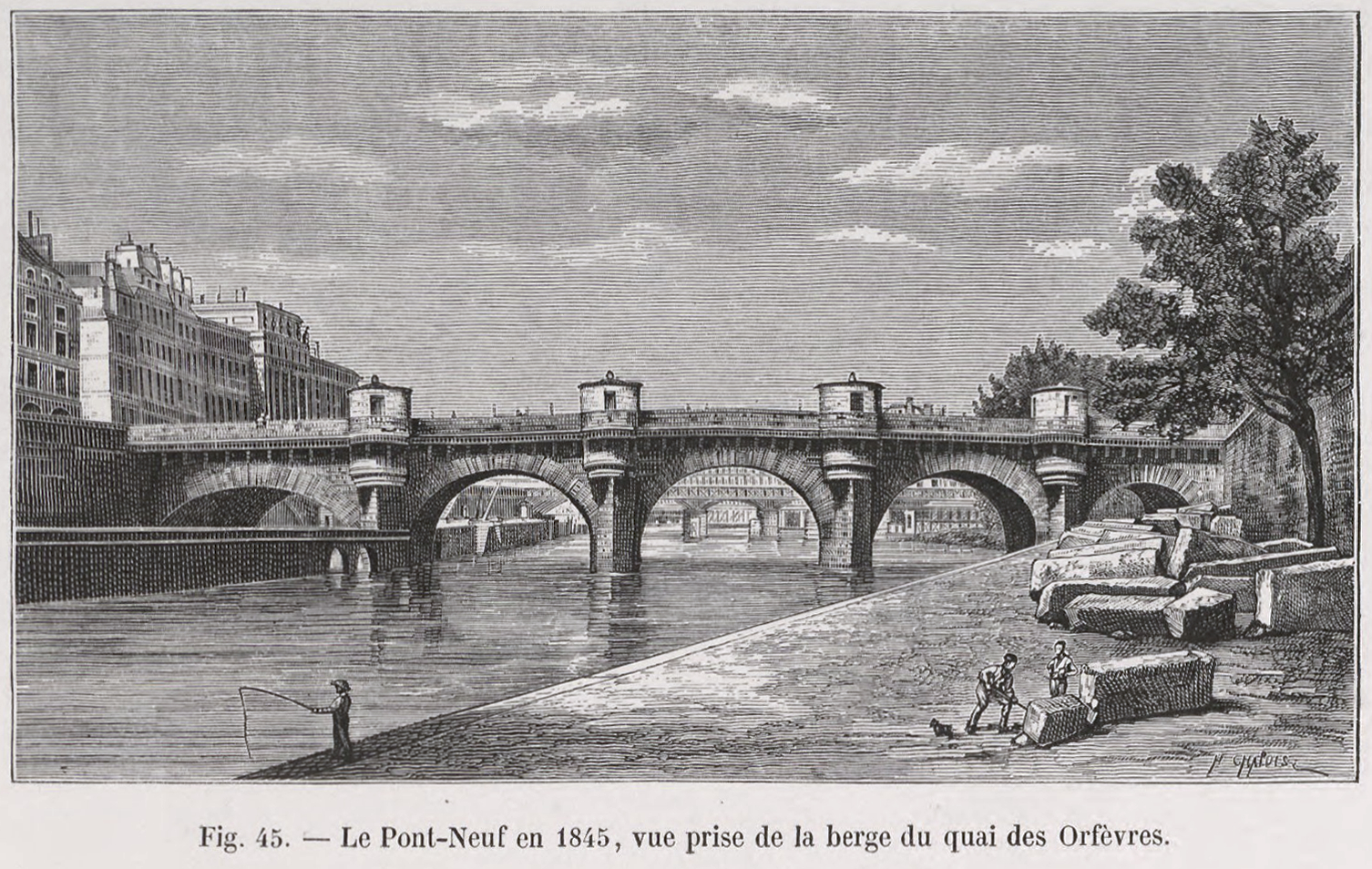
Le pont dessiné en 1845.
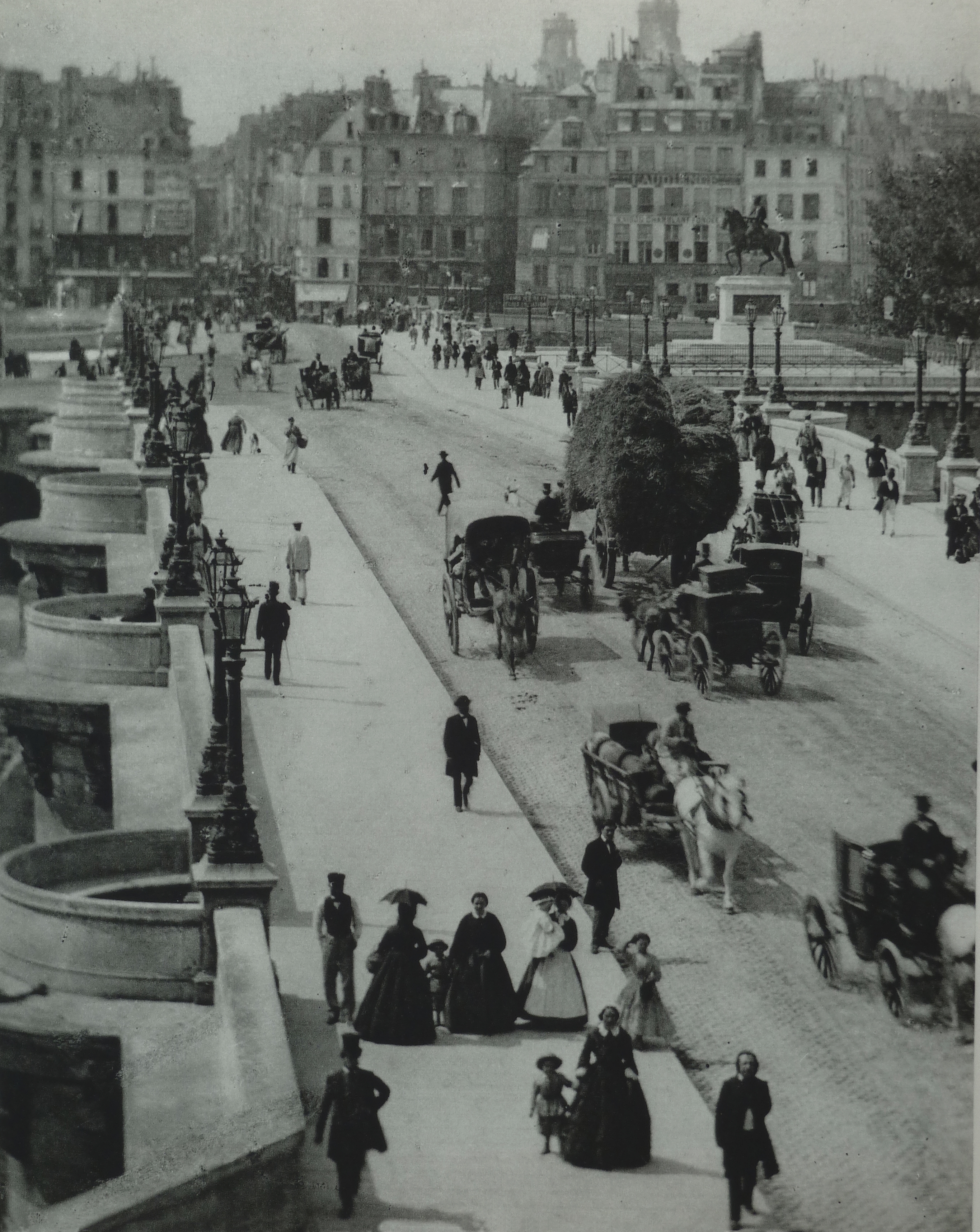
Vue du Pont-Neuf vers 1860. Photographie d'Adolphe Braun.
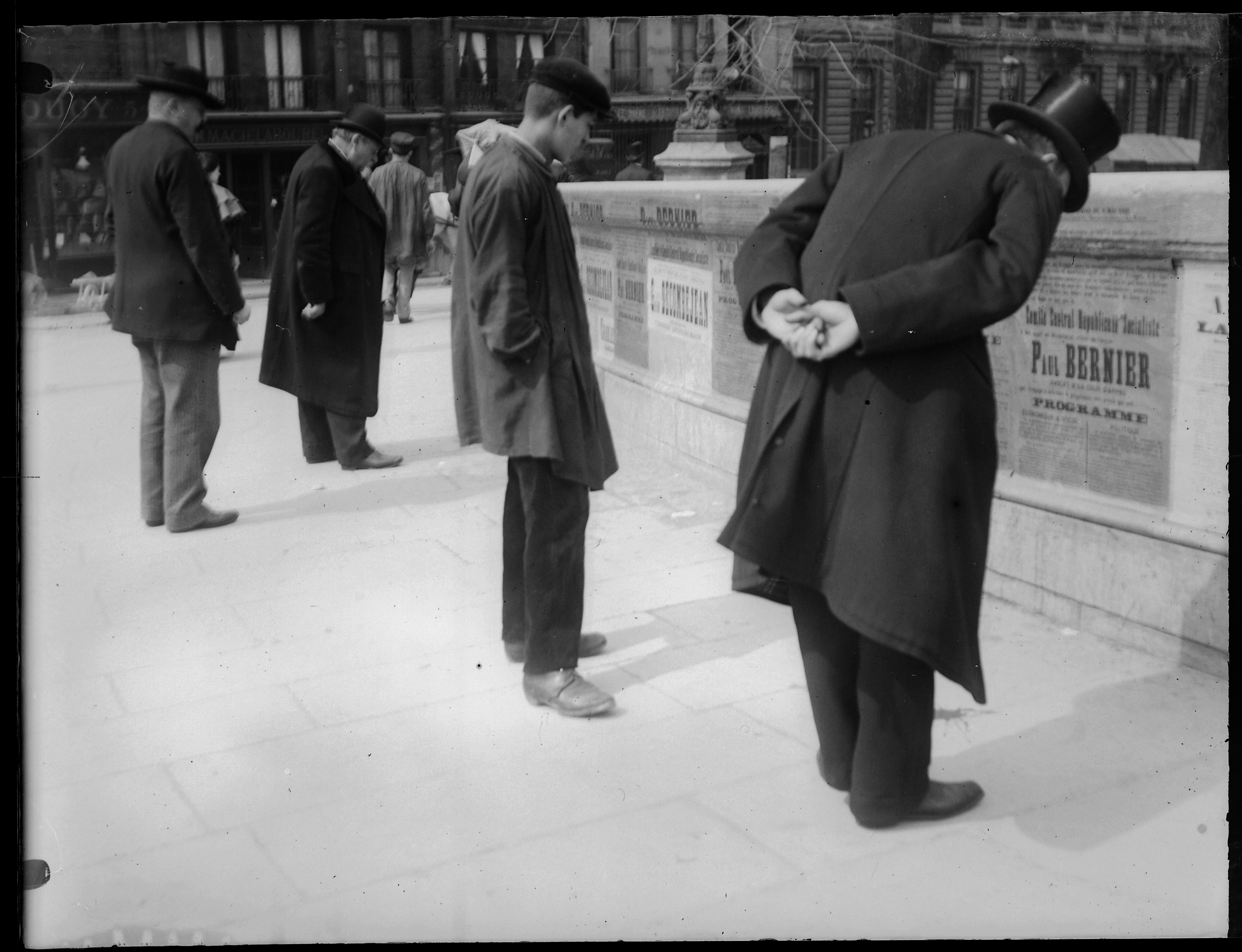
Liseurs d'affiches électorales au pont neuf, April 1898 (Eugène Trutat).
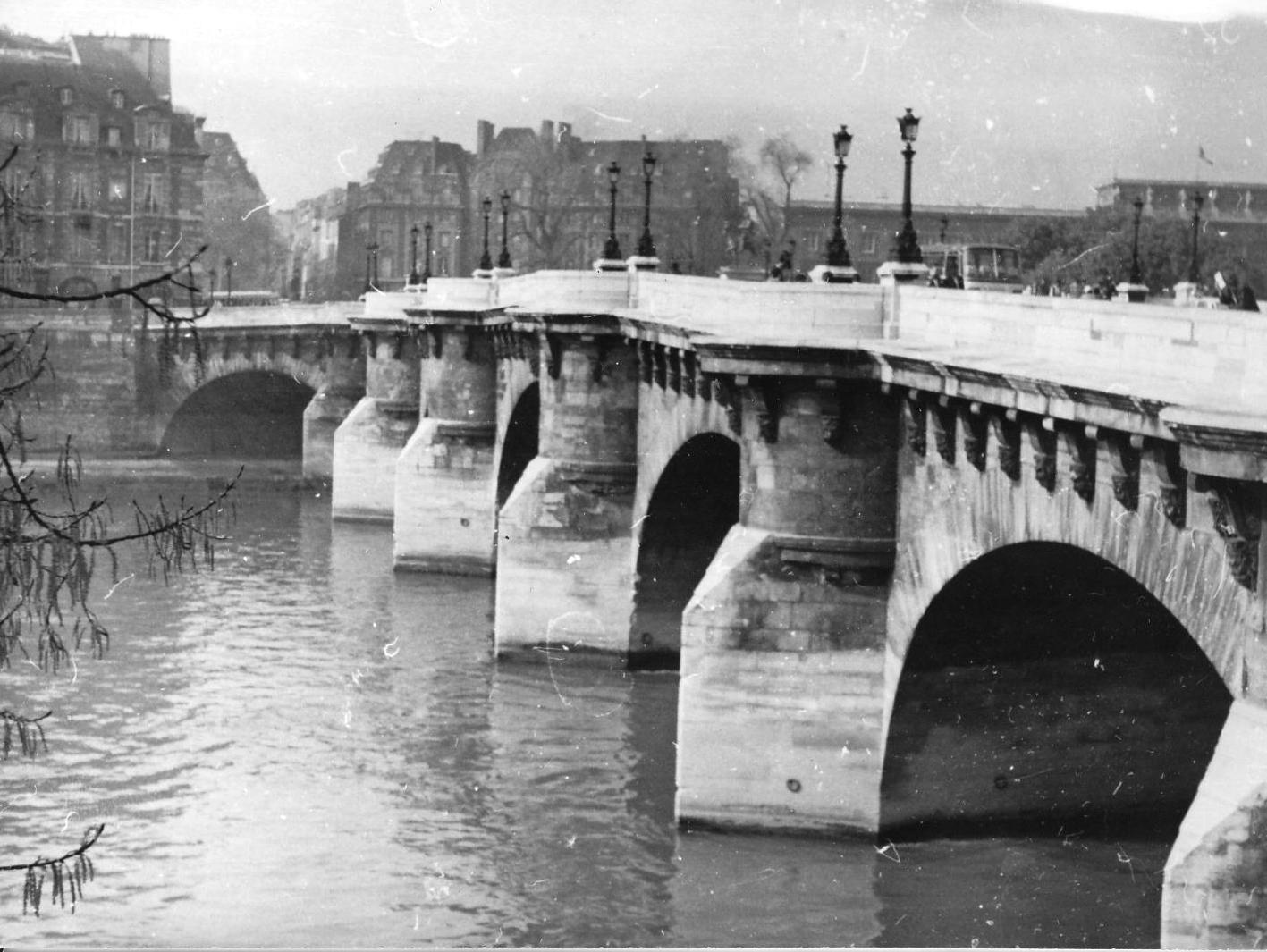
Le pont en 1981.

### Les aménagements associés

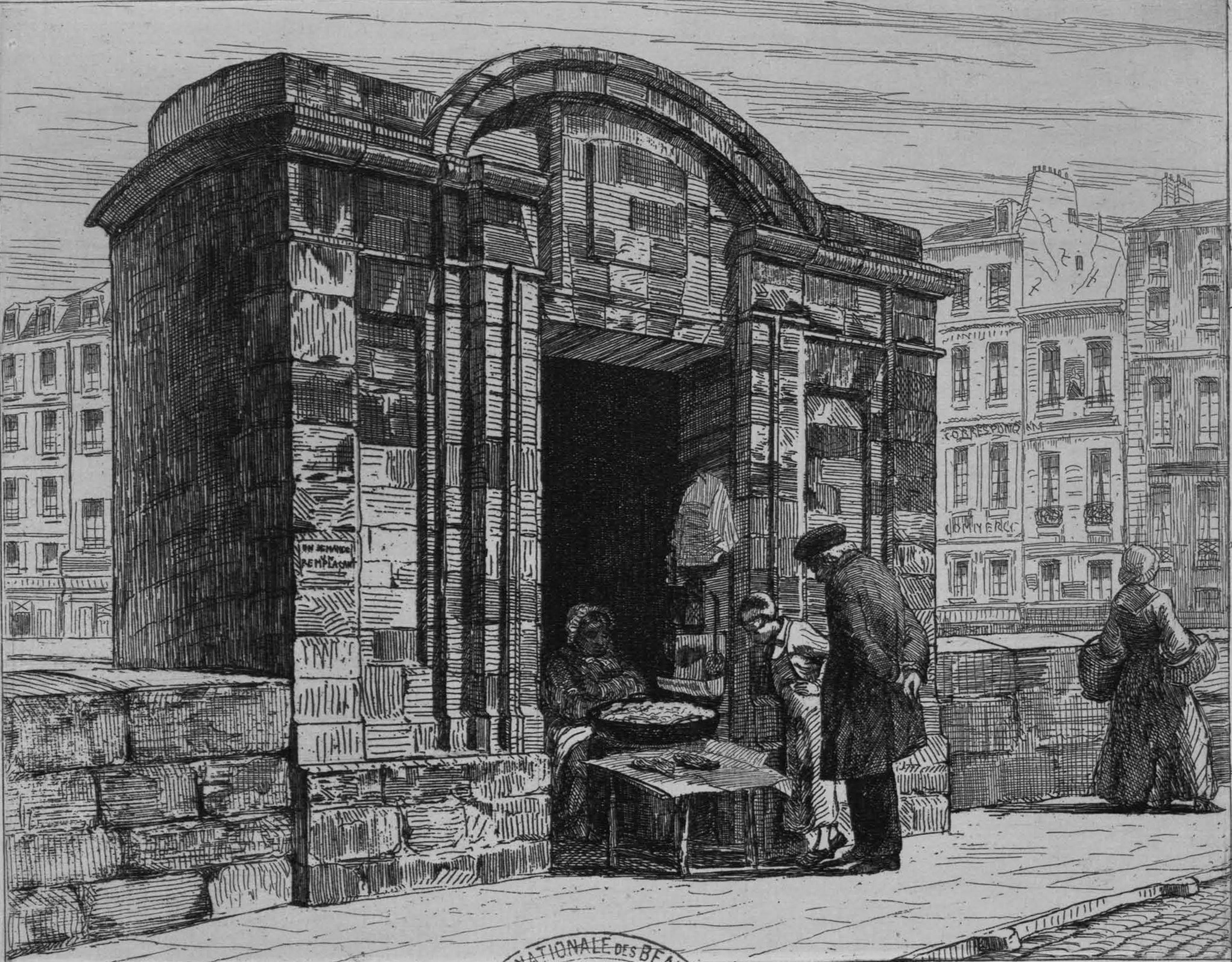
Une des boutiques sur le pont Neuf en 1848, d'après une gravure de Martial.

En juillet 1606, alors que la construction du pont s'achève, Henri IV décide de l'aménagement d'une place presque fermée avec des maisons ayant des façades identiques entre le palais de la Cité et le terre-plein, situé entre les deux culées du pont.
Le 23 août 1614, quatre ans après l'assassinat du roi par François Ravaillac, la statue équestre d'Henri IV commandée à Jean de Bologne par Marie de Médicis pour être placée sur le terre-plein de l'île de la Cité, entre les deux culées du pont, est inaugurée. Elle sera fondue ainsi que les deux bas-reliefs des faces latérales (œuvres de Pierre Francheville, de Cambrai) pour faire des canons en 1792 lors de la Révolution française et dont des fragments du cheval ainsi que les quatre statues ornant les angles, d'esclaves ou de nations vaincues (œuvres de Pierre Francheville) sont conservés au musée du Louvre. Sous la Restauration, à la suite d'une souscription lancée par Louis XVIII, elle est remplacée par une nouvelle statue équestre d'Henri IV, réalisée d'après le modèle du sculpteur Lemot, s'inspirant de l'original du fondeur Pietro Tacca, premier assistant de Jean de Bologne. Cette statue est inaugurée en 1818. Elle a été réalisée avec le bronze de l'effigie de Desaix.

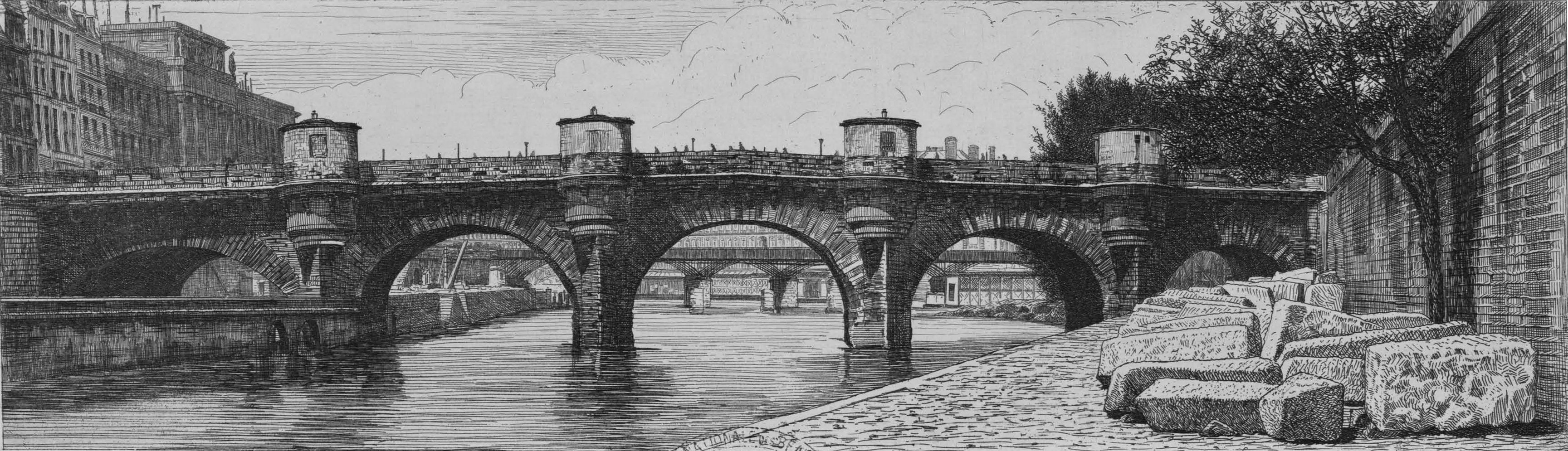
Le pont Neuf en 1852, avec les boutiques au-dessus de chaque pile.

La pointe de l'île a toujours été convoitée par les architectes et les urbanistes. Plusieurs projets sont connus dont le plan de Pierre Patte de 1775, qui recense les emplacements pour installer une statue de Louis XV à Paris. Un premier projet propose d'élever cette statue de Louis XV face à celle d'Henri IV, un autre dû à Patte lui-même suggère le remplacement de la statue d'Henri IV par celle de Louis XV, le socle devenant une grande fontaine. En 1809, Benjamin Zix, inspiré par le retour d'Égypte de Napoléon Ier élabore un projet d'obélisque, et en 2010, dans le cadre de la consultation du Grand Paris, l'architecte Roland Castro n'hésite pas à proposer une tour très contemporaine à la pointe du Vert-Galant.

### La pompe de la Samaritaine

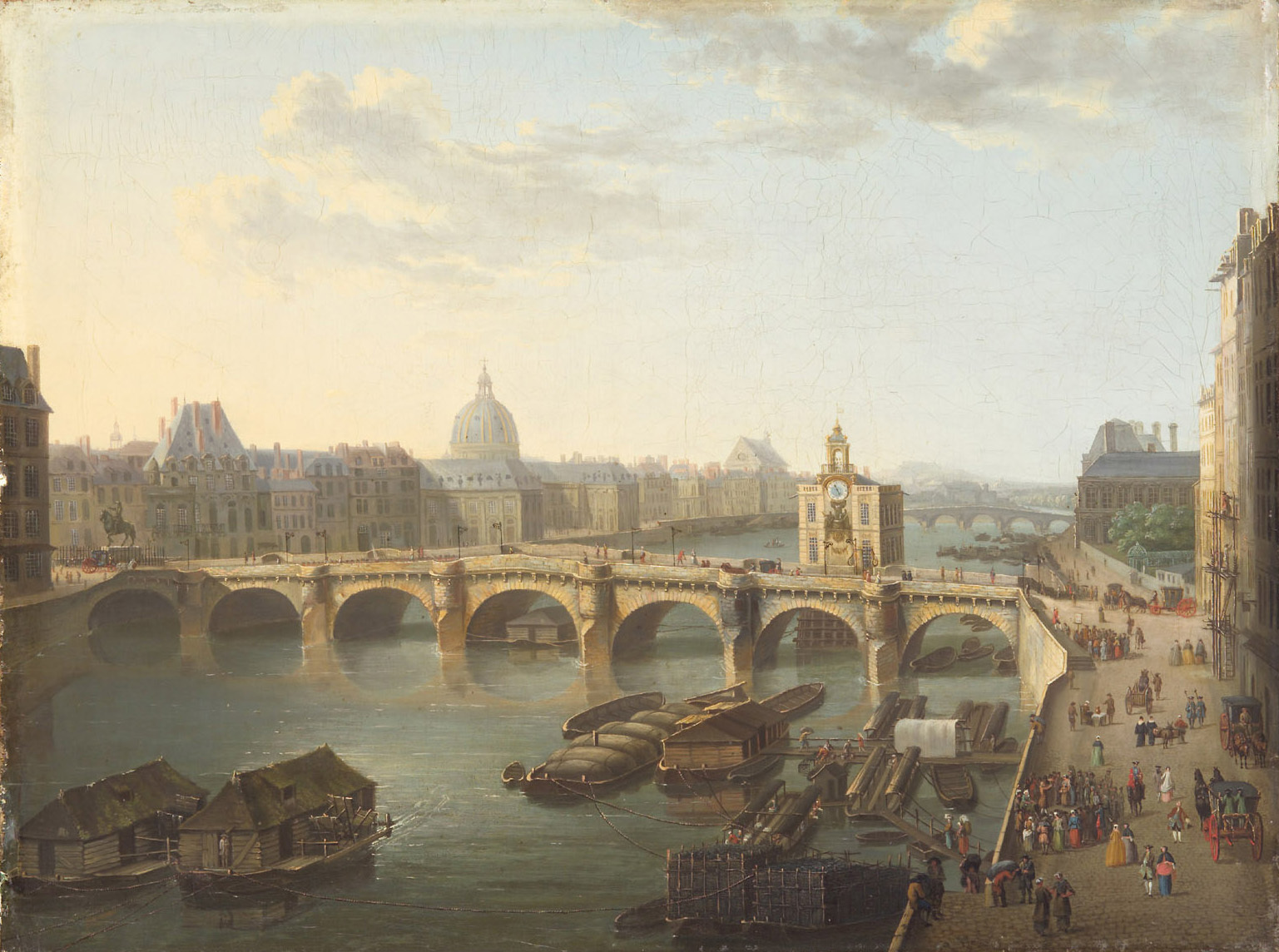
Vue du Pont Neuf et de la pompe de la Samaritaine à Paris en 1743 par Hyacinthe de La Pegna.

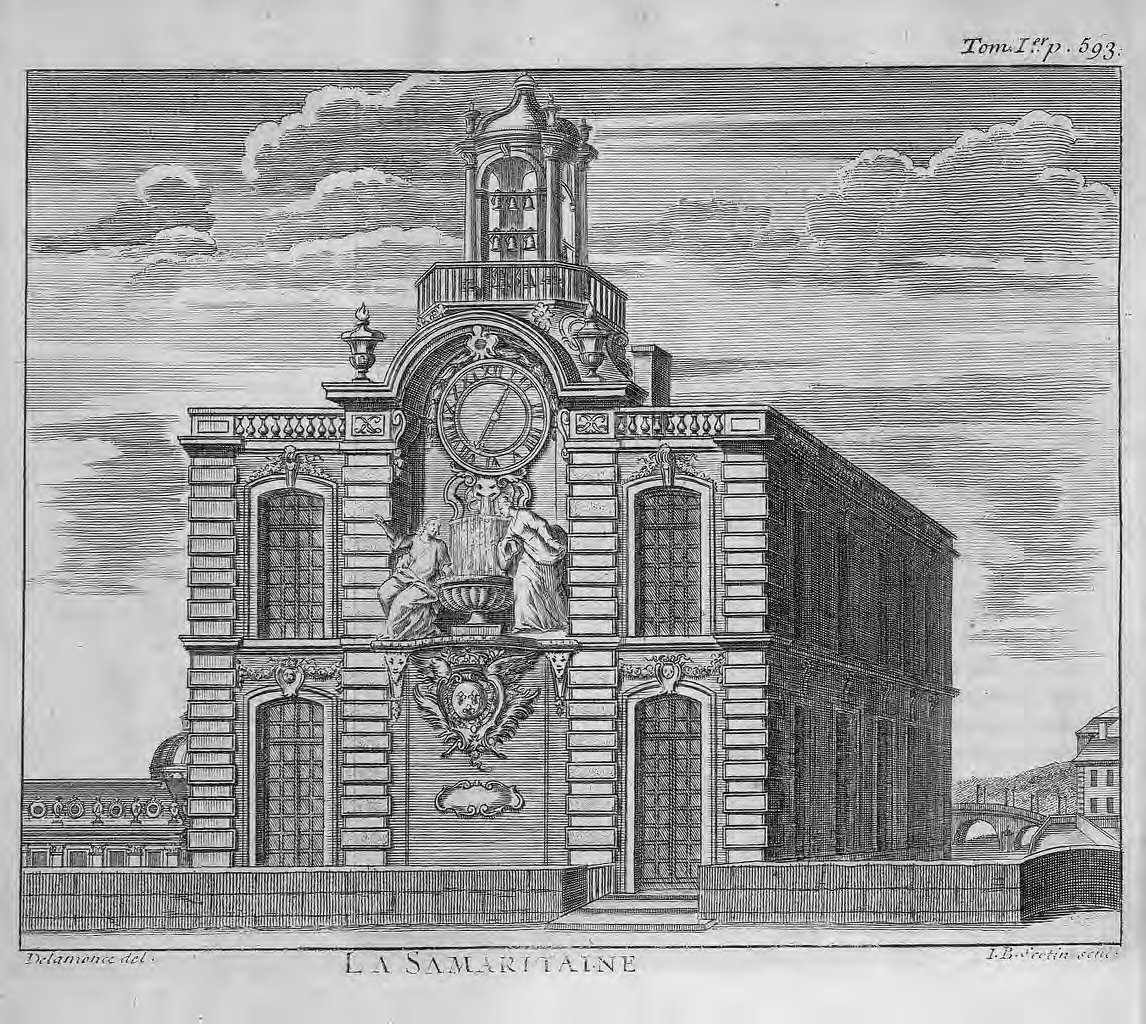
La pompe de la Samaritaine en 1742.

Le 2 janvier 1602, sur une idée de l'hydraulicien flamand Jean Lintlaër, le roi autorise la construction d'une grande pompe à eau au droit de la deuxième arche depuis la rive droite côté aval : la pompe de la Samaritaine, qui donne plus tard son nom au grand magasin de La Samaritaine qui fut construit non loin de là. Cette pompe, conçue par Lintlaër de 1602 à 1608, est la première machine élévatrice d'eau construite dans Paris.
Il s'agit d'un petit immeuble d'habitation sur pilotis (dans lequel vécut, par exemple, Lintlaër lui-même) entre lesquels tourne une grande roue de moulin. Elle est surmontée d'un campanile contenant un carillon muni d'un jacquemart qui rythmait la vie des habitants. Fournissant jusqu'à 700 000 litres d'eau par jour, elle alimentait en eau courante le quartier du Louvre et plus particulièrement les palais du Louvre et des Tuileries, ainsi que le jardin de celles-ci.
Elle doit son nom à un haut-relief en bronze sur la façade, représentant la rencontre entre Jésus et la Samaritaine au puits de Jacob (relatée dans l'Évangile selon Jean), œuvre de Bernard et René Frémin (1672-1744).

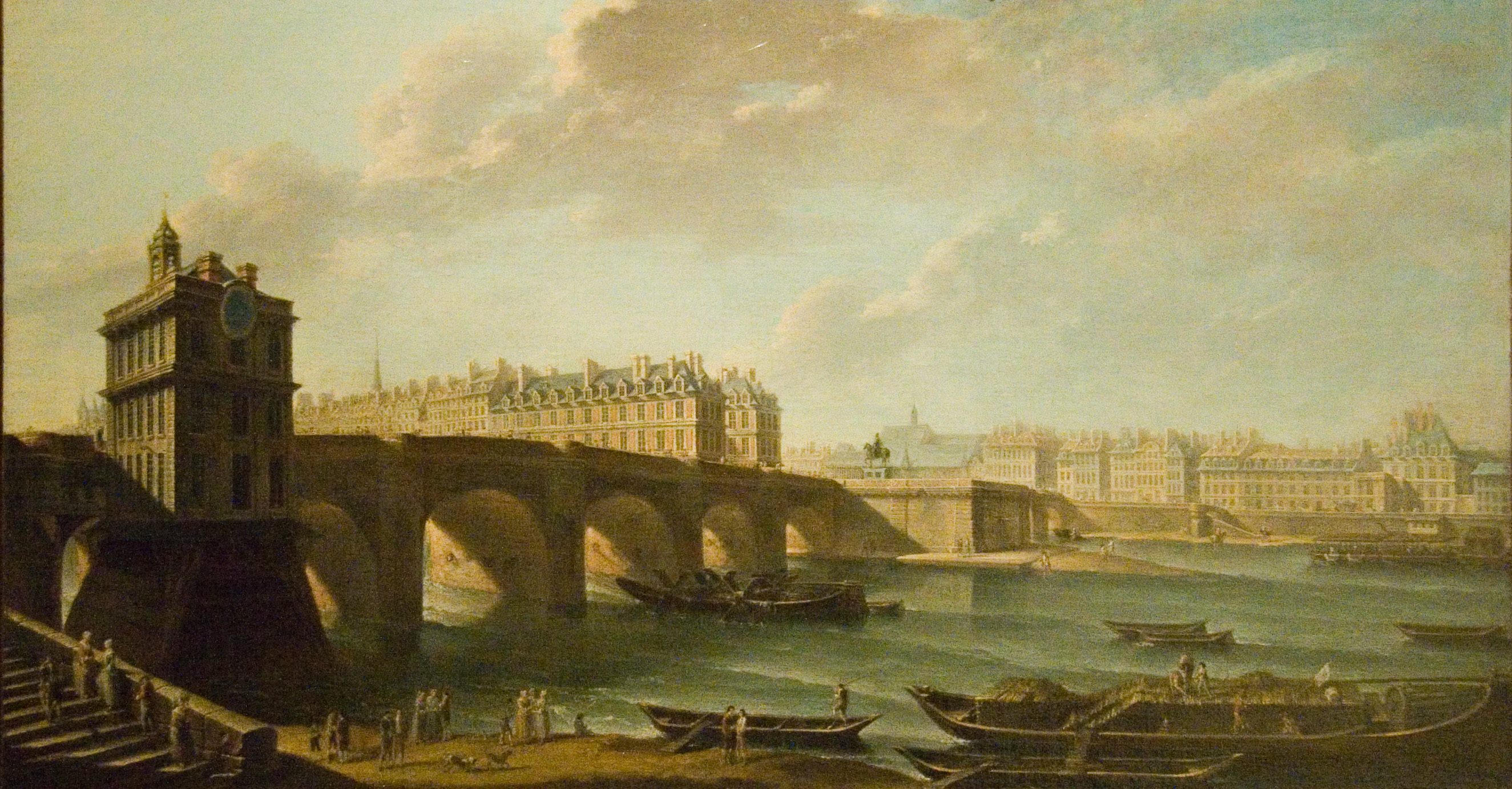
La pompe de la Samaritaine (à gauche) sur le pont Neuf au XVIII (tableau de Nicolas-Jean-Baptiste Raguenet).

La pompe est reconstruite par Robert de Cotte entre 1712 et 1719, puis rénovée par Soufflot et Gabriel vers 1771.
Le 26 août 1791, le roi Louis XVI abandonne la fontaine à la municipalité. L'édifice est dépouillé de sa façade. Les sculptures du Christ et de la Samaritaine sont envoyées à la fonte. L'édifice, devenu un poste de la Garde nationale, se délabre et est finalement détruit en 1813. Il n'en reste rien, sauf une des cloches, transférée à l'église Saint-Eustache.
Ernest Cognacq aurait installé sa première échoppe dans la corbeille du pont Neuf à l'emplacement même de cette ancienne pompe. Les affaires aidant, l'échoppe laissera vite la place au célèbre grand magasin homonyme construit non loin de là sur la rive droite du fleuve.

### Statue équestre d'Henri IV
L'idée de dresser une statue équestre à Paris à l'imitation de celle de Marc Aurèle dressée par Michel-Ange sur la place du Capitole a déjà été imaginée par les Valois.
La reine Marie de Médicis avait écrit le 29 avril 1605, à son oncle, le grand-duc de Toscane, Ferdinand de Médicis, pour lui demander de l’aider dans son projet de « faire l’effigie du roy monseigneur à cheval, en bronze, pour mettre en une place de la ville de Paris ». Après la statue équestre de Côme Ier de Médicis, Ferdinand de Médicis faisait alors réaliser sa statue équestre par Jean de Bologne (1529-1608). Marie de Médicis a proposé à son oncle de lui envoyer le cheval qu'il avait fait fondre pour lui par le sculpteur en 1602. En fait, on a utilisé les moules du cheval de la statue de Ferdinand de Médicis pour réaliser ceux des statues équestres d'Henri IV et de Philippe III. La fonte des trois chevaux a été faite à la suite dans la fonderie de Jean de Bologne à Borgo Pinti. Une demande de métal pour fondre les chevaux a été faite le 23 octobre 1606 par Giovan Battista Cresci, Provveditore de la Fortezza di basso.
Le cheval est fondu avant le 17 septembre 1607 quand Ferdinand de Médicis vient le voir. Pour la réalisation du cavalier, d'après Louis Savot, Pierre de Francqueville (1548-1615), élève de Jean de Bologne et premier sculpteur du roi, a réalisé en cire la tête du roi envoyée à Florence en 1606. Il s'est rendu à Florence en 1606 et 1607 pour liquider ses affaires et ramener sa famille et a pu collaborer avec Pietro Tacca pour réaliser la statue équestre. Au moment de l'inventaire de l'atelier de Jean de Bologne après sa mort, la statue n'est pas terminée. Fernand de Médicis meurt en 1609. Le projet de la statue équestre est relancé après l'assassinat du roi. La statue est terminée en 1611. 
La grande-duchesse Christine ordonne le transfert de la statue le 19 décembre 1611. La statue est descendue par l'Arno jusqu'au port de Livourne où Giovan Battista Crespi surveille son transbordement, mais les caisses restent à Livourne pendant un an. Le cheval et la statue sont embarqués à Livourne le 30 avril 1613. On apprend six mois plus tard que le bateau a fait naufrage devant Savone où il fait repêcher les caisses et les recharge sur un bateau génois les transportant de Savone à Marseille. Un bateau porte les caisses de Marseille au Havre, puis sur une péniche à Rouen en juin 1614. La statue arrive à Paris le 24 juillet 1614. Marie de Médicis a ordonné au chevalier Picciolini qui avait amené les caisses de se hâter de sortir les bronzes des caisses pour monter la statue « conformément aux advis du sculpteur Franqueville et autres qui doivent y prendre garde ». L'inauguration solennelle a eu lieu le 24 août 1614 sans la présence de la reine mère et de Louis XIII. C’est la première statue royale érigée sur une place publique. Elle était orientée en direction du quai des Orfèvres.

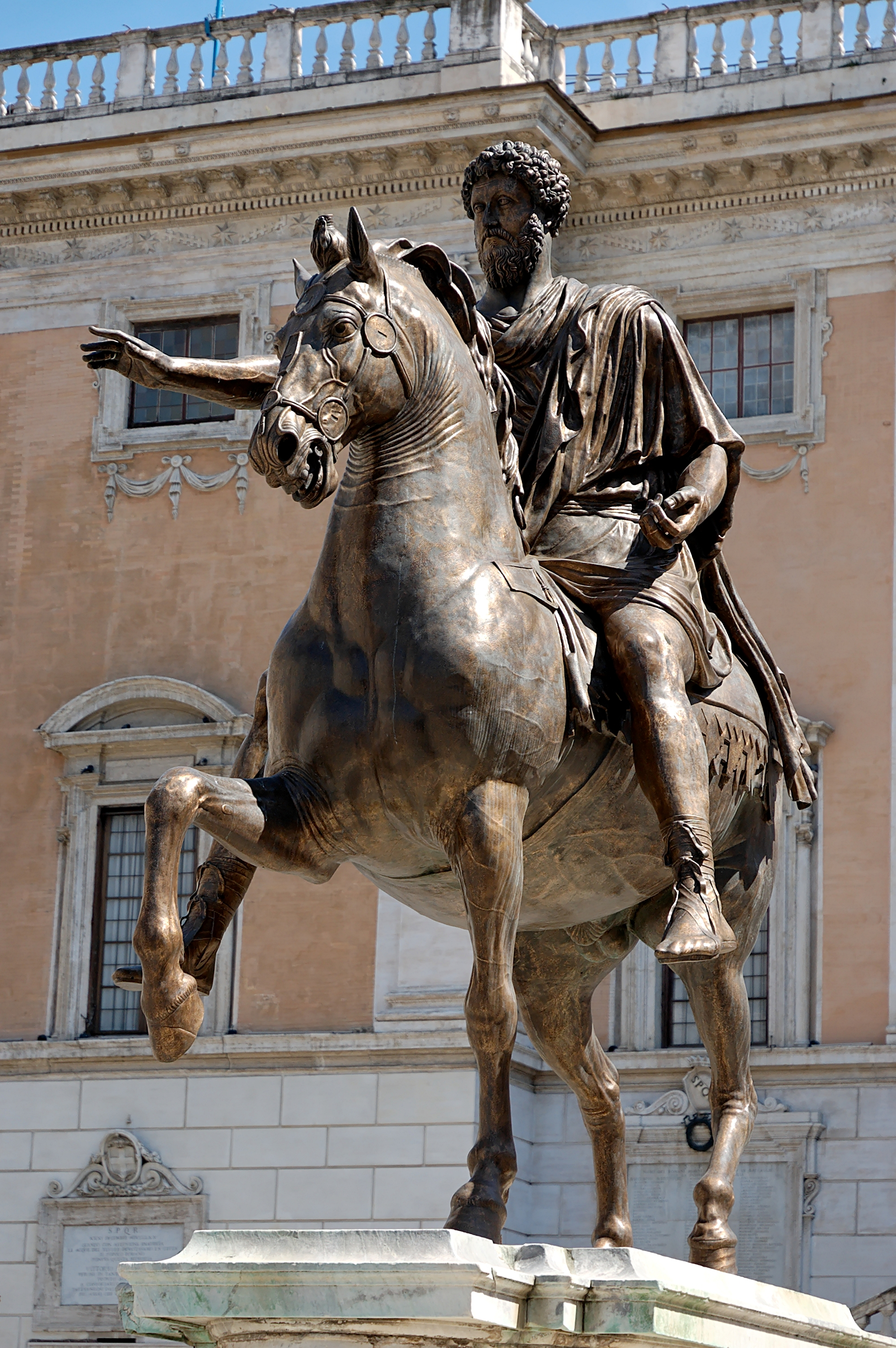
Statue de Marc Aurèle sur la place du Capitole.
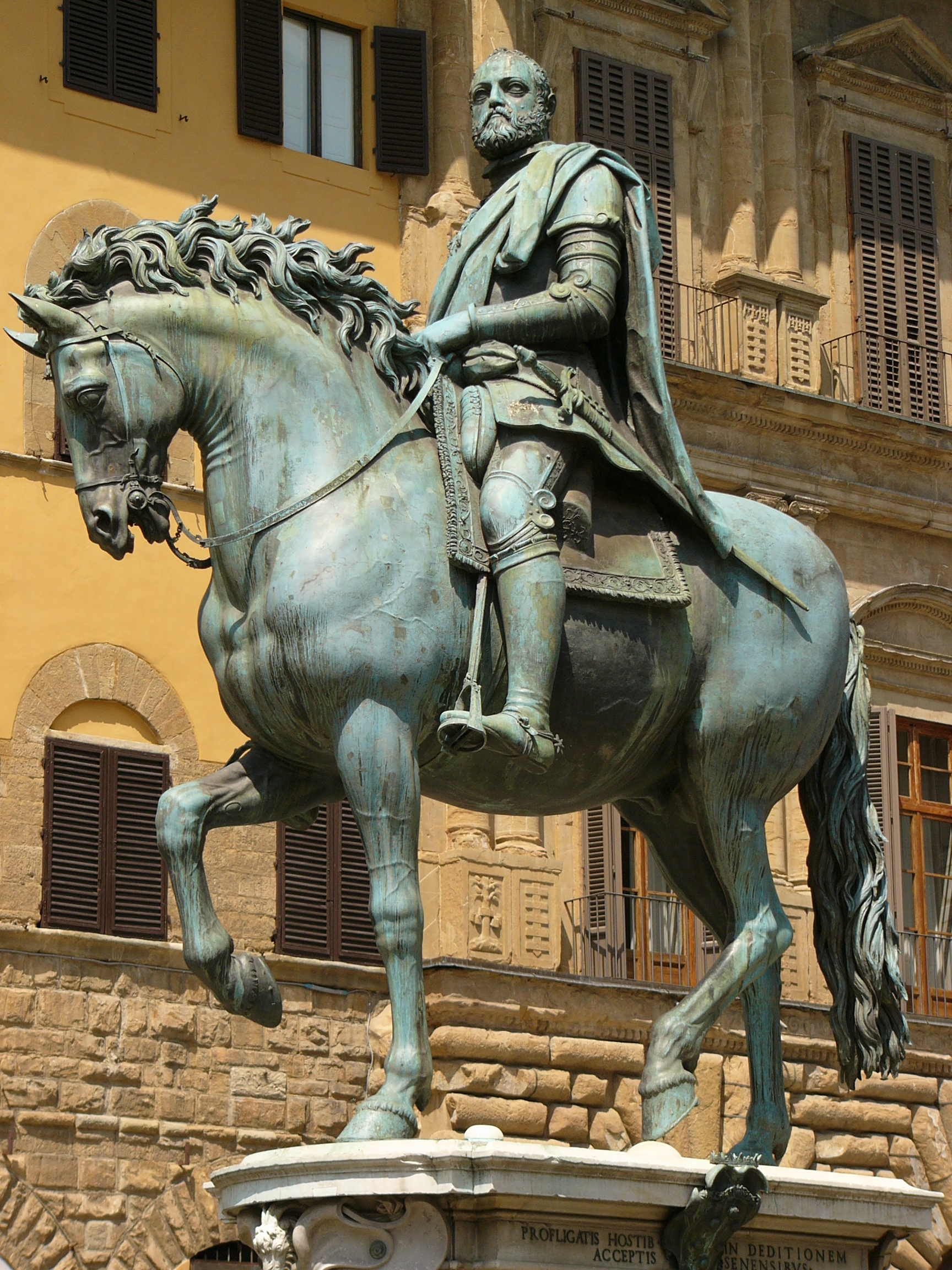
Statue équestre de Cosme Ier de Médicis, à Florence.
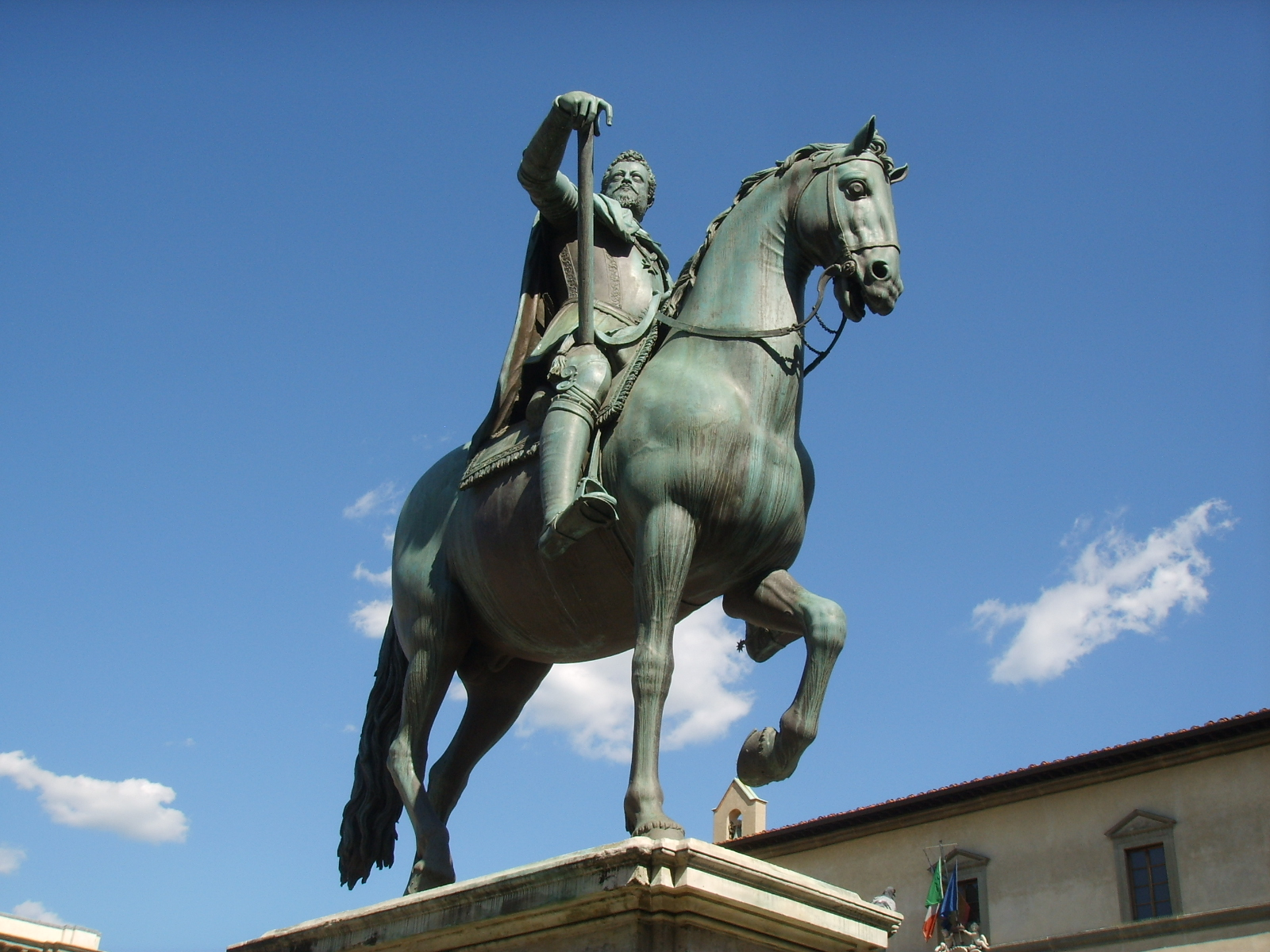
Statue équestre de Ferdinand de Médicis, à Florence.
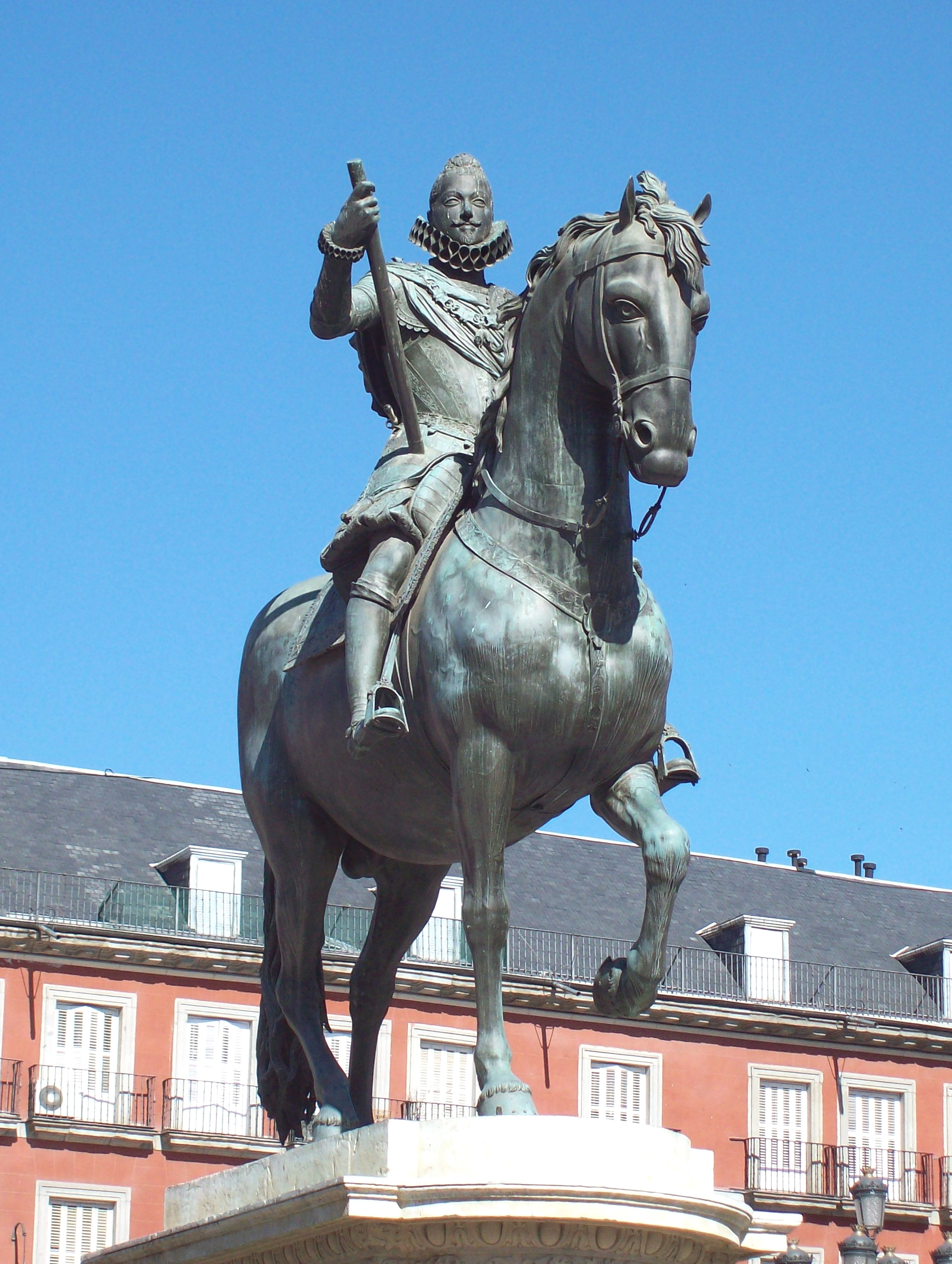
Statue équestre de Philippe III, à Madrid.
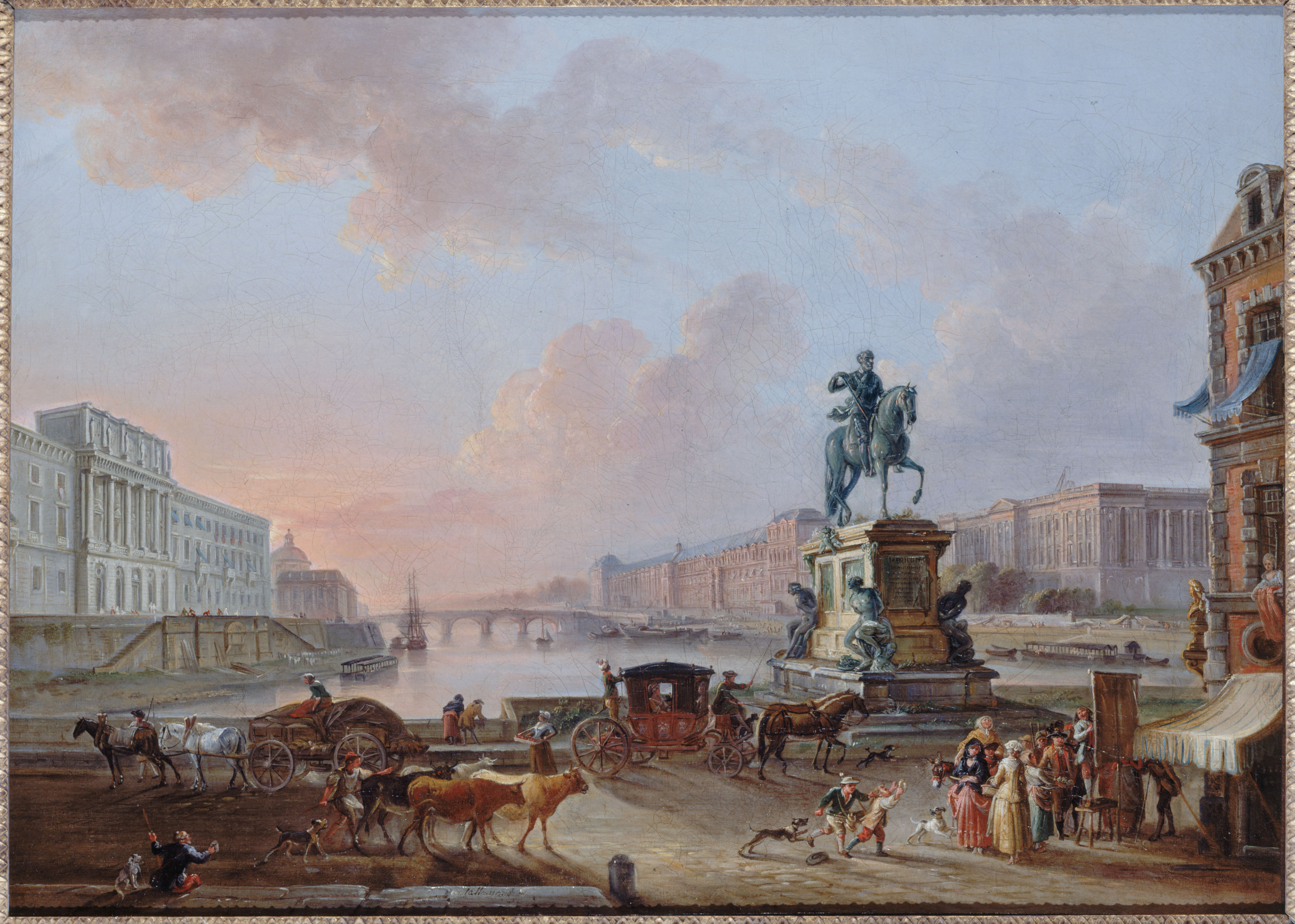
Statue équestre d'Henri IV, vers 1775.
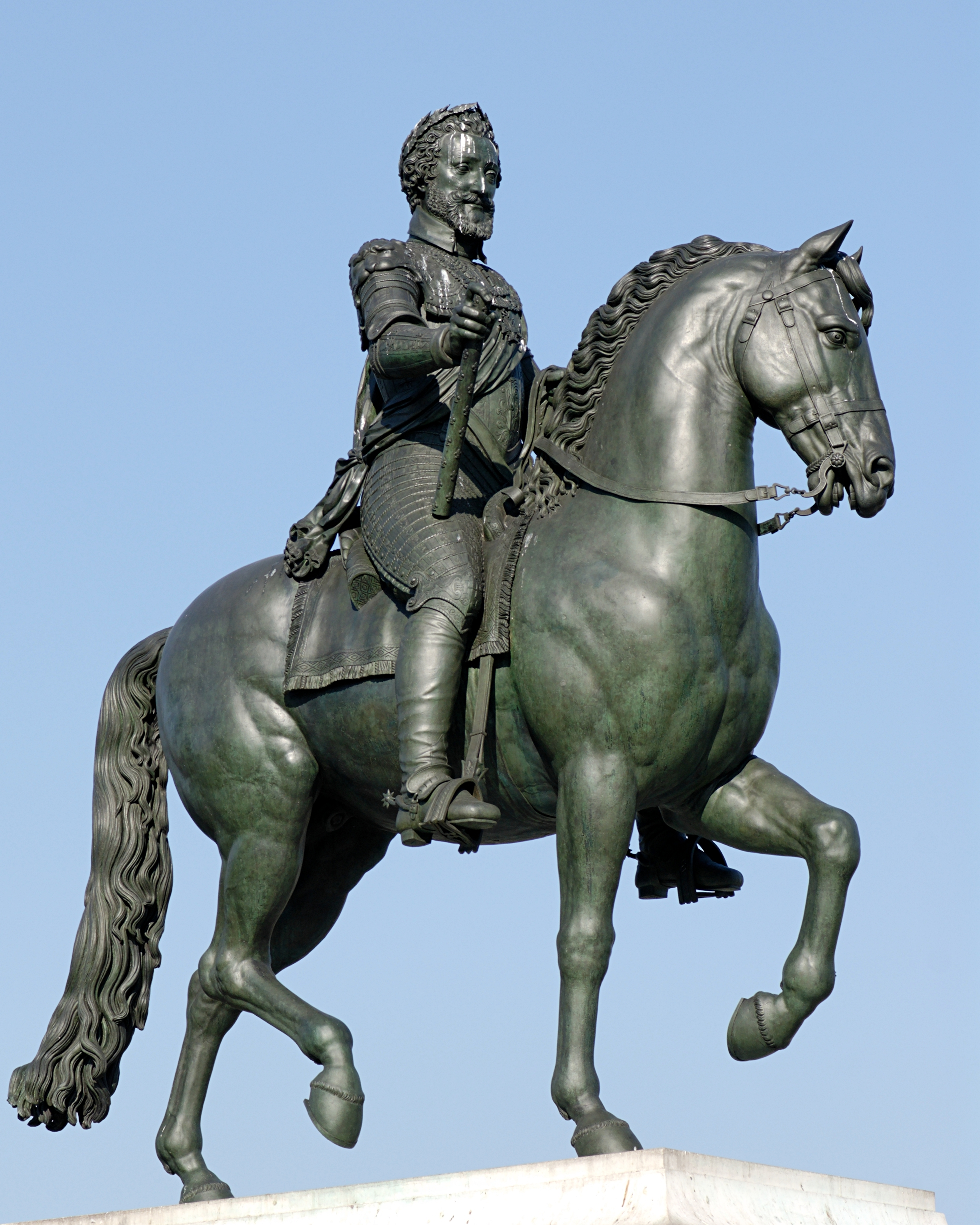
Statue équestre d'Henri IV refaite en 1818.

Le 24 août 1792, les bronzes sont arrachés du piédestal. Seuls les bronzes des esclaves qui en ornaient la base ont été conservés au musée du Louvre ainsi que quelques débris.
Après le retour des Bourbons, il a été décidé par Louis XVIII de refaire la statue d'Henri IV. Une effigie provisoire est installée en 1814. Le piédestal est inauguré par Louis XVIII le 28 octobre 1817. La statue équestre, œuvre du sculpteur François-Frédéric Lemot, est inaugurée le 25 août 1818.
Le 14 avril 1918, durant la première Guerre mondiale, un obus lancé par la Grosse Bertha explose dans la Seine à hauteur du Pont-Neuf face à la Samaritaine.

### Dates
- Classé monument historique depuis 1889 ;
- Empaqueté par Christo et Jeanne-Claude le 22 septembre 1985 (40 000 mètres2 de toile de polyamide et (13 000 mètres de cordes fixées par 12 tonnes de chaînes)[26] ;
- Fleuri par le couturier Kenzo en 1994 ;
- Les berges de la Seine du quai Branly jusqu'au pont de Sully sont classées depuis 1991 au patrimoine mondial de l'Unesco.

## Architecture

### Un pont différent des précédents
Le pont en maçonnerie mesure 238 m. Sa largeur est de 20,50 m (la chaussée mesurant 11,50 m, et les deux trottoirs, 4,50 m chacun). Le grand bras possède sept arches d'ouverture, comprises entre 16,40 et 19,40 m. Il mesure 154 m. Le petit bras possède quant à lui, cinq arches d'ouverture, comprises entre 9 et 16,70 m. Il mesure 78 m.
Le pont Neuf diffère des autres ponts parisiens à bien des égards. Tout d'abord, il est le premier pont à traverser la Seine dans toute sa largeur, reliant la rive gauche, la rive droite, et l'extrémité occidentale de l'île de la Cité.
Il dispose de trottoirs (les premiers de Paris) et de « balcons » en demi-cercles au-dessus de chaque pile, où des marchands et artisans tiennent boutique. Une autre nouveauté est l'absence de maisons sur sa bordure. Enfin, pour la première fois, on orne le pont d'une statue équestre en l'honneur d'Henri IV.
Le long de ses corniches, sont sculptés à l'origine 381 mascarons (ou masques grotesques représentant des têtes de divinités forestières ou champêtres de la mythologie gréco-romaine : satyres, Sylvains), figures servant depuis l'Antiquité de protection des habitations et des quartiers contre les mauvais esprits. Les artistes ont joué sur les barbes et les chevelures pour créer des sculptures presque toutes différentes. Une tradition erronée, remontant à Henri Sauval au XVIIe siècle, attribue ces mascarons au sculpteur Germain Pilon. Il ne reste, aujourd’hui, en place que des copies. Elles ont été installées lors des travaux de réfection des campagnes en 1851-1855 et en 1993-1994.
Trois mascarons et des bancs circulaires en pierre autrefois présents sur le pont Neuf sont installés dans le jardin des Petites-Rigoles (20e arrondissement).

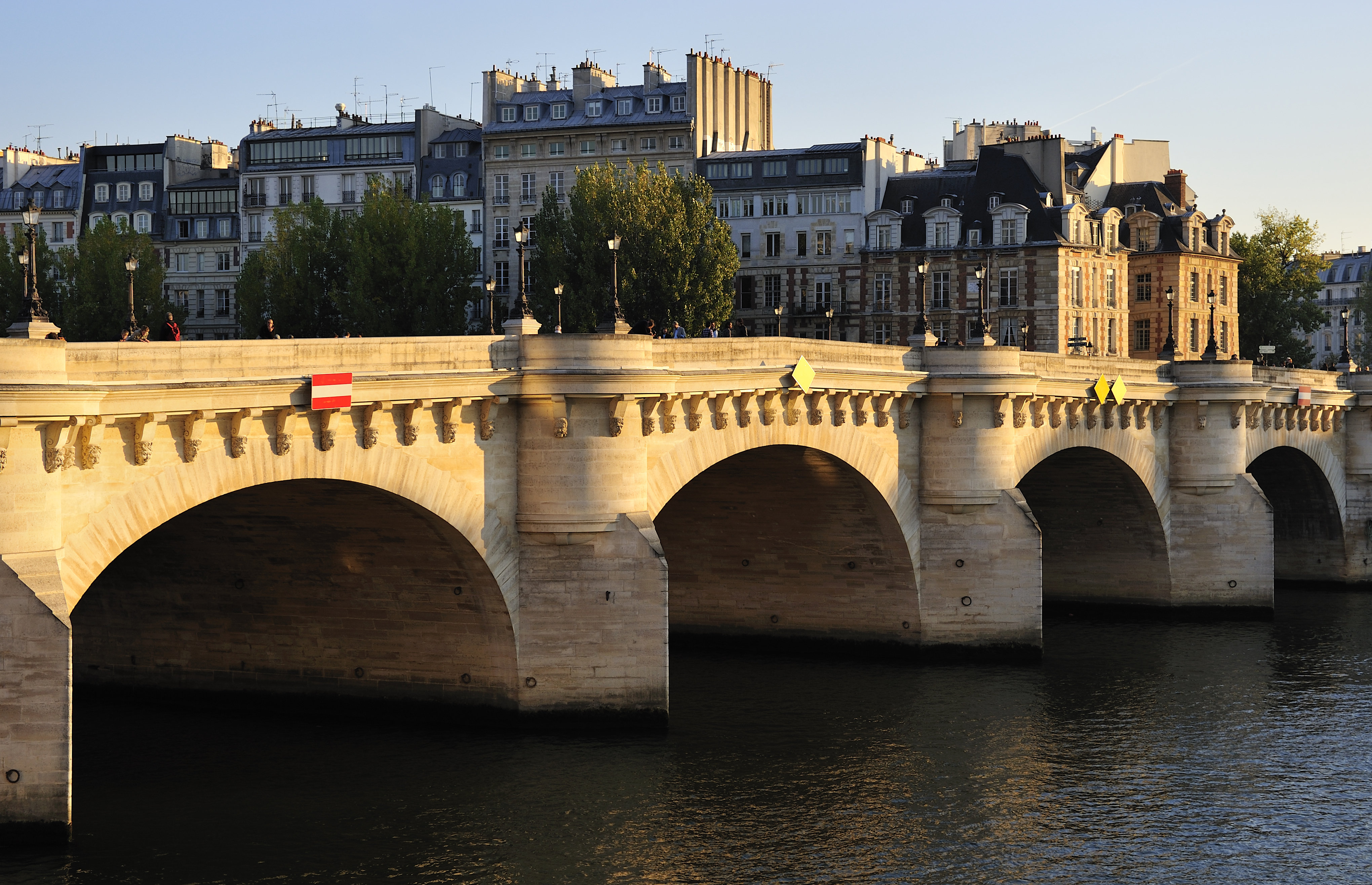
Le pont Neuf avec ses piles et ses mascarons.
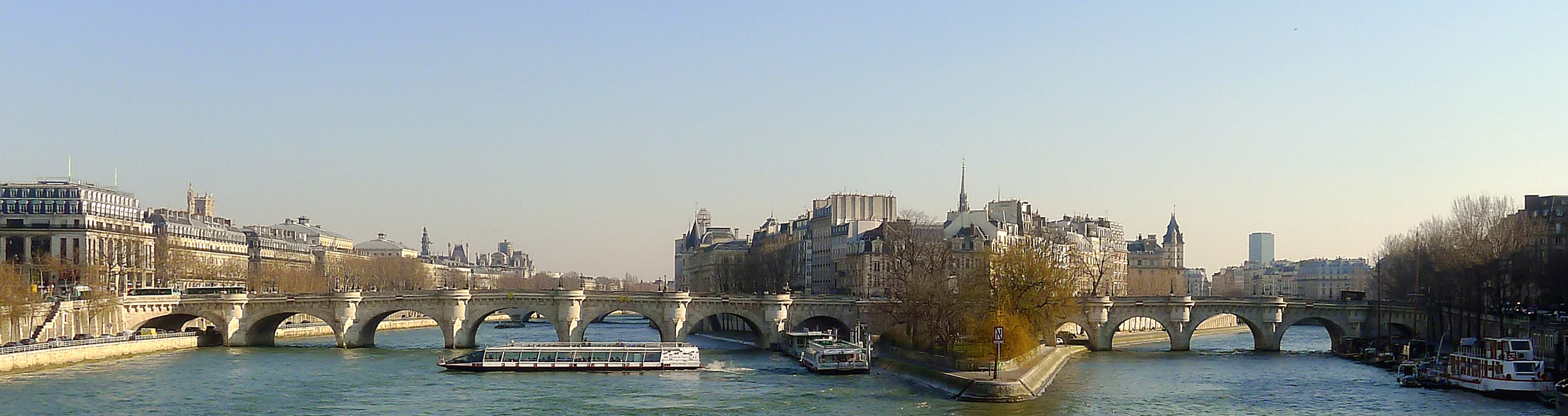
L'île de la Cité et le pont Neuf depuis le pont des Arts.
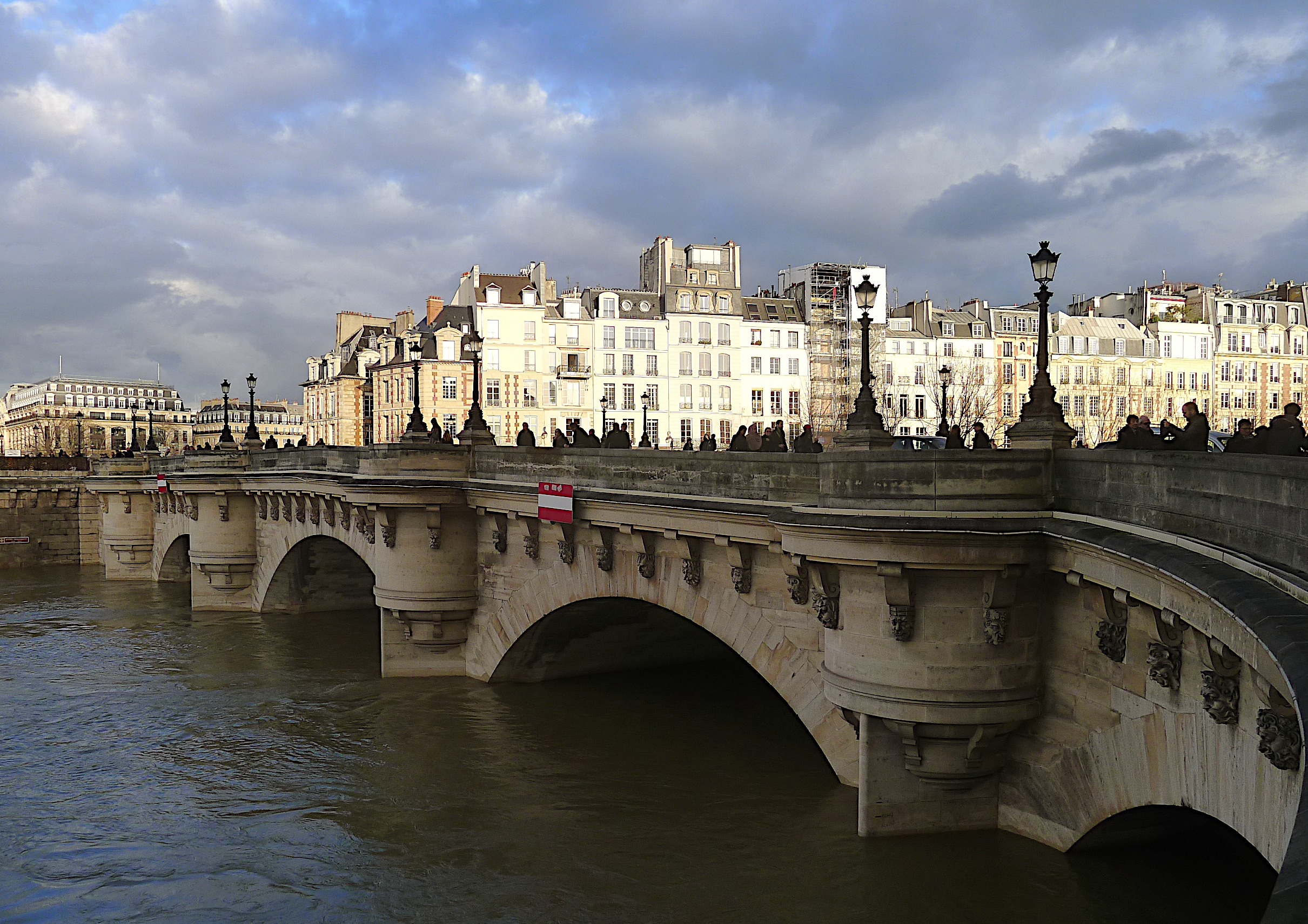
Le Pont Neuf lors de la crue de 2018.

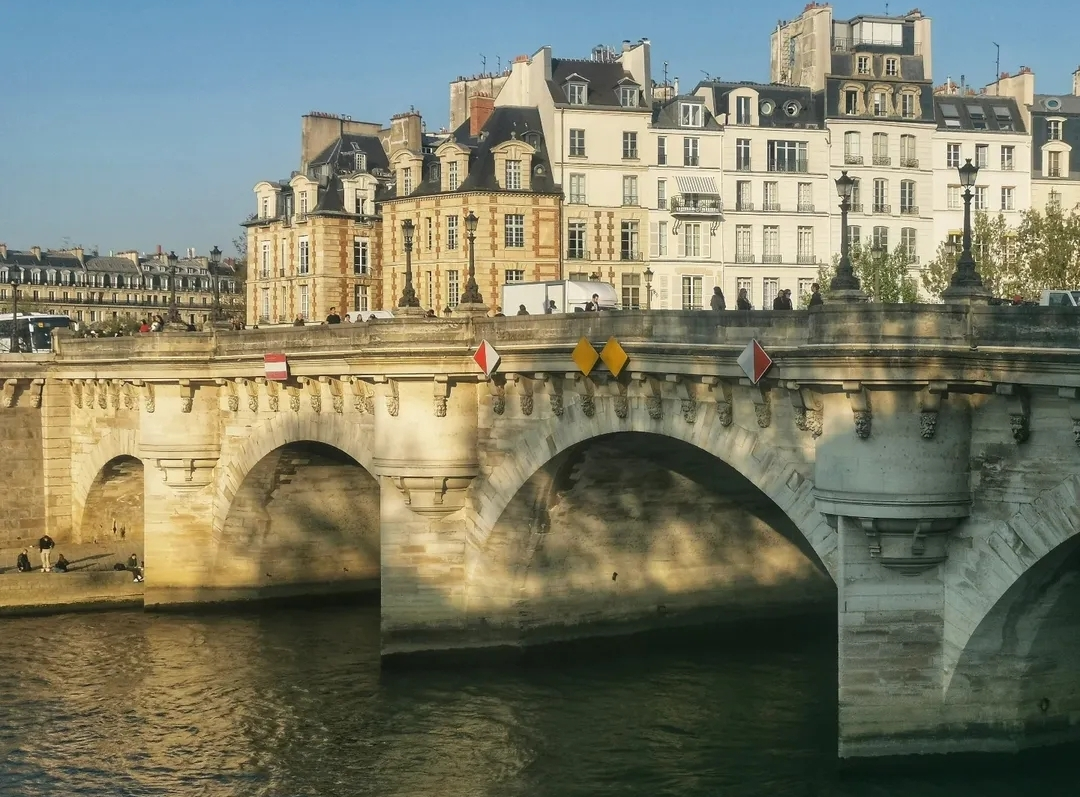
Pont Neuf vu de la rive gauche.

### Éléments décoratifs
Les candélabres ont été dessinés, en 1854, par Victor Baltard. Ils sont constitués d’un piédestal en pierre, d’une base ornée de 4 figures de Neptune et de dauphins, d’une colonne avec des motifs végétaux et d’une lampe surmontée d’une couronne représentant un château. 

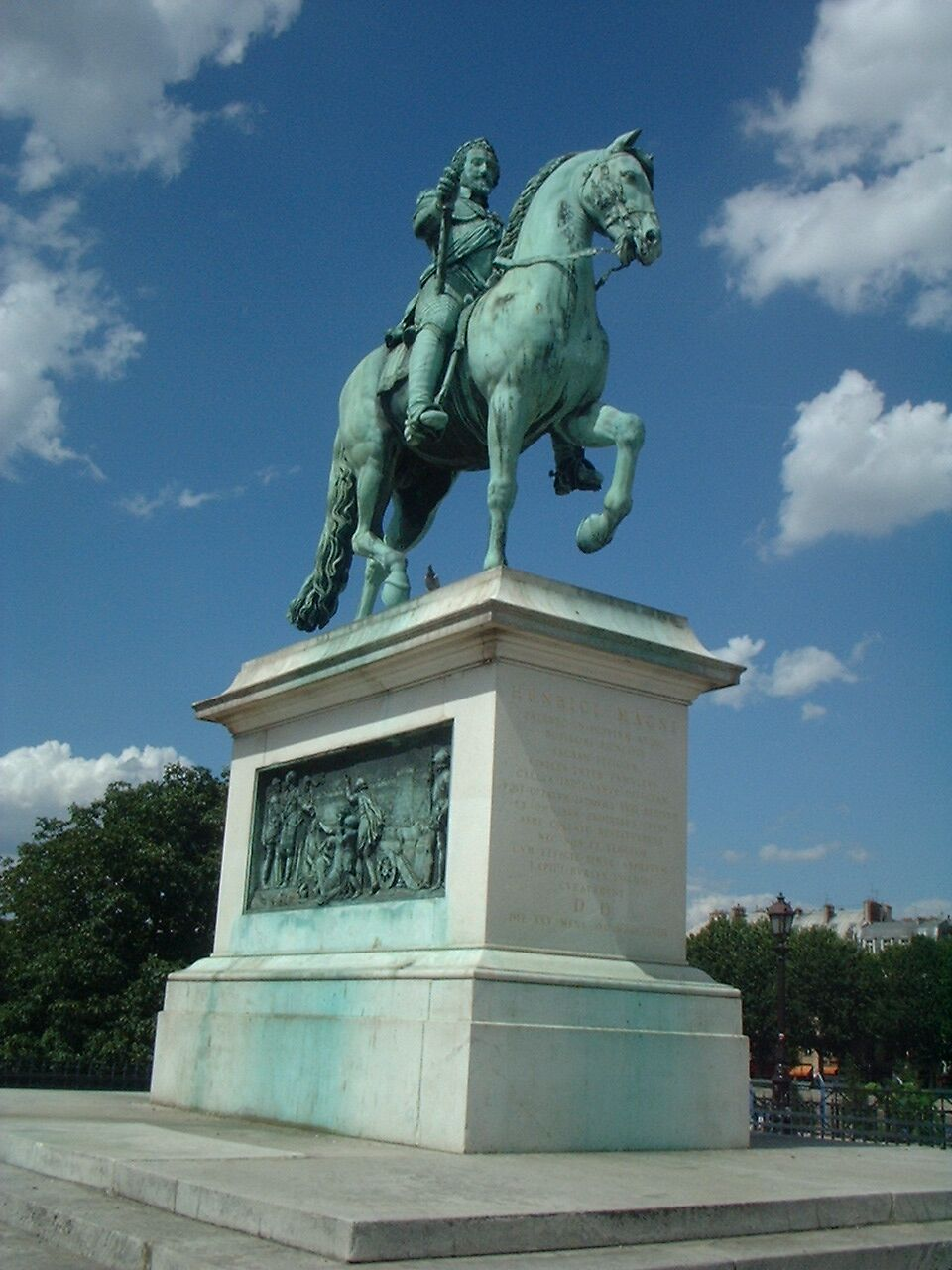
Statue d'Henri IV.
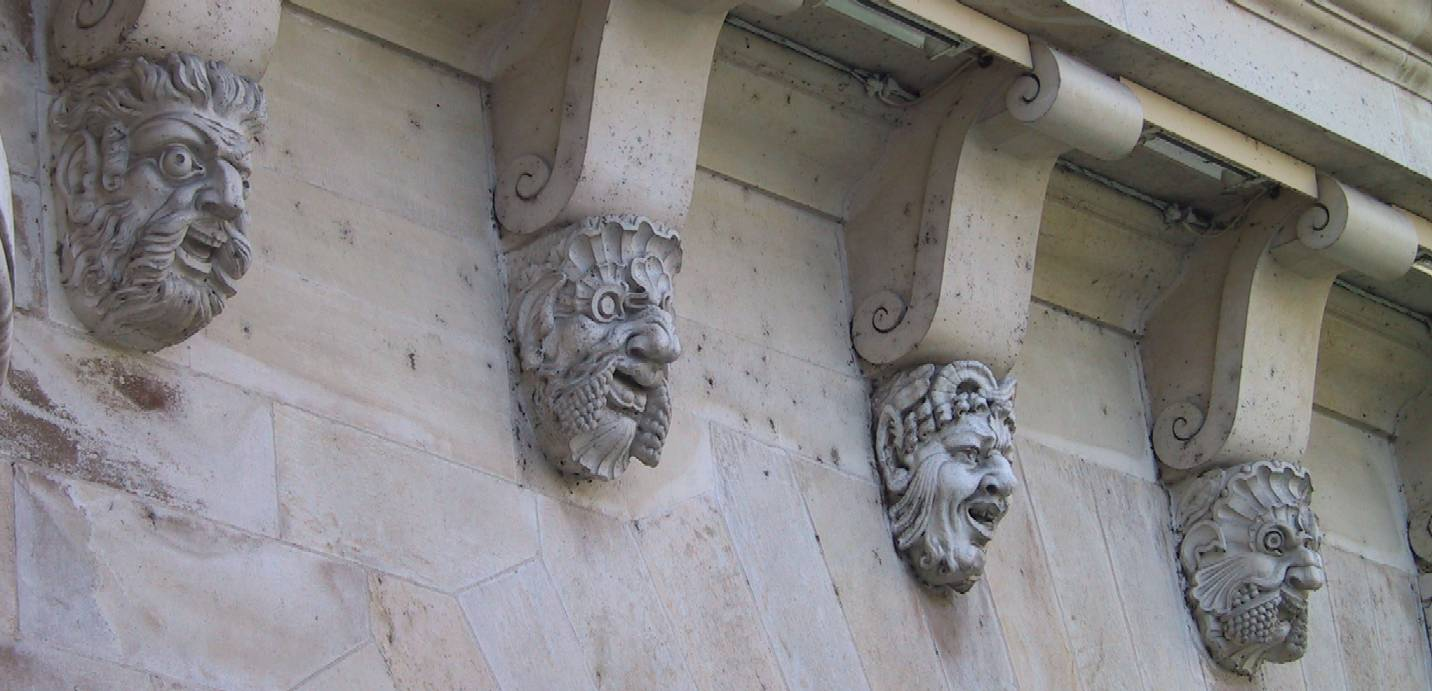
Mascarons.
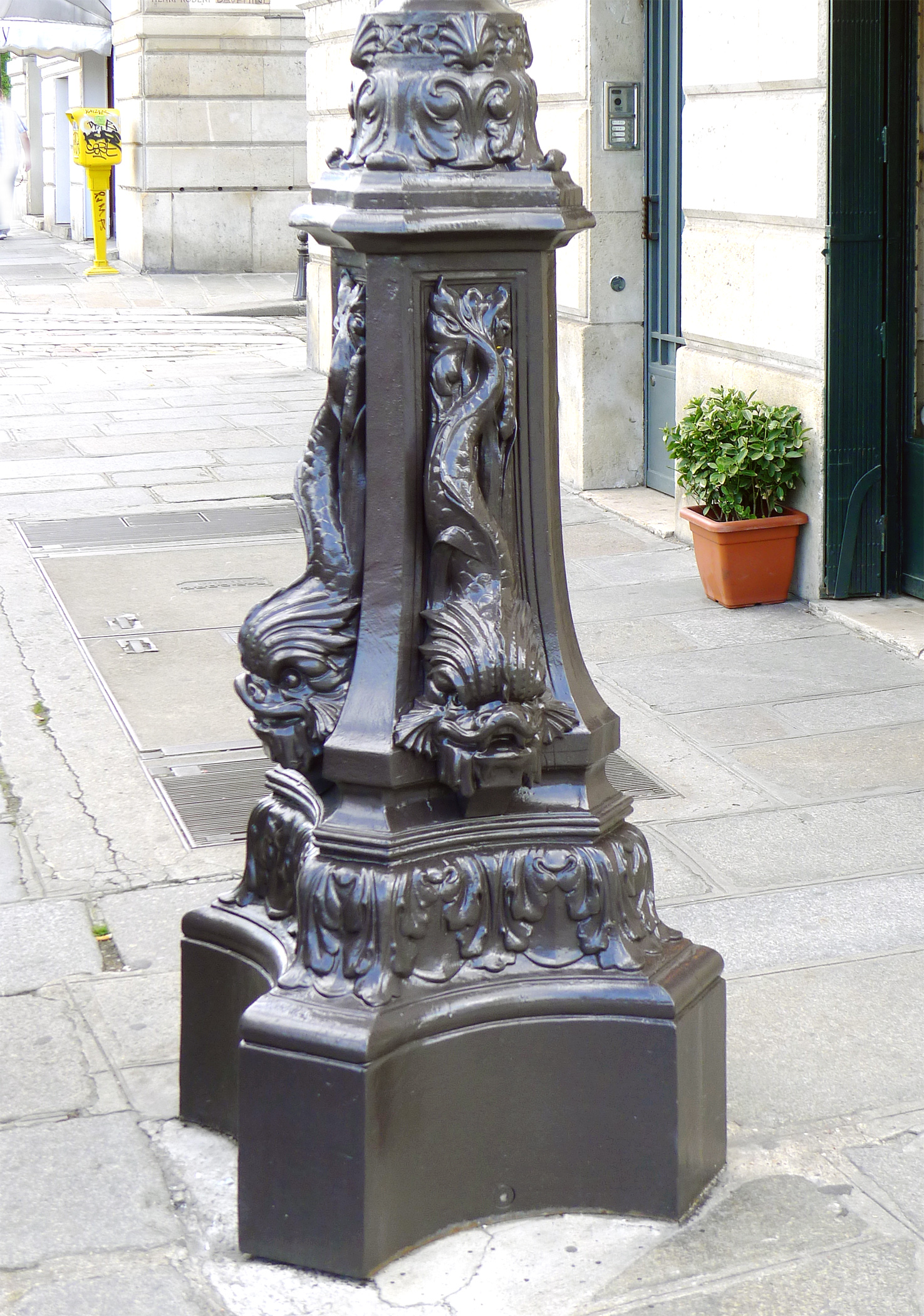
Bas d'un réverbère du pont.
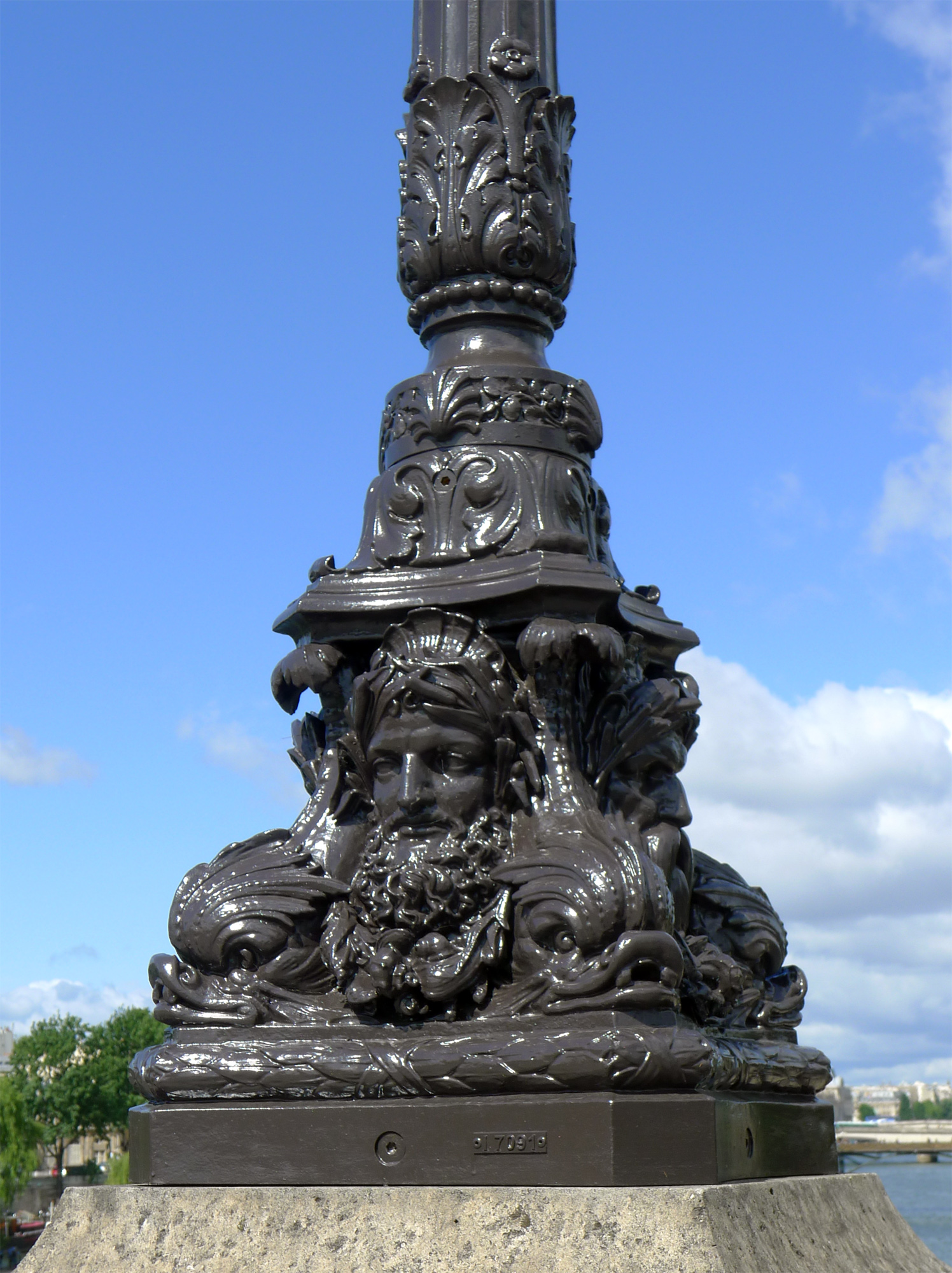
Mobilier urbain.
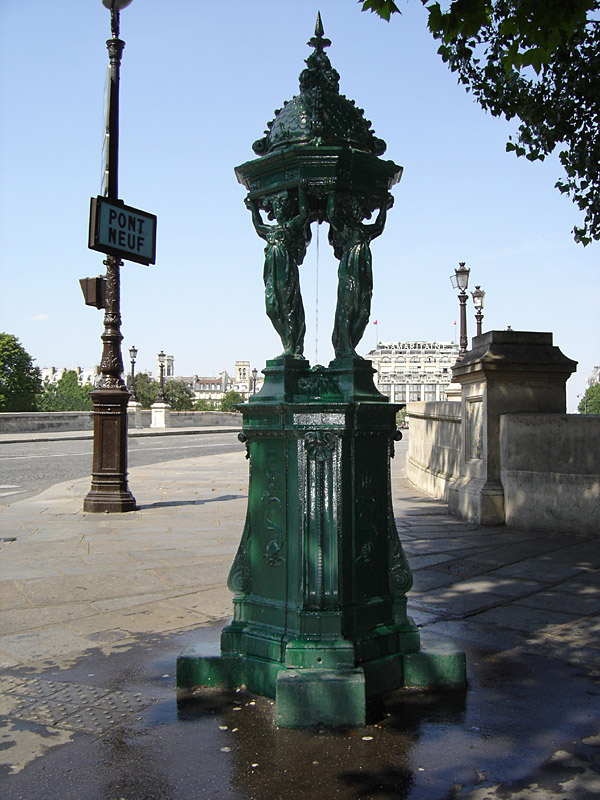
La fontaine Wallace.

### Galerie

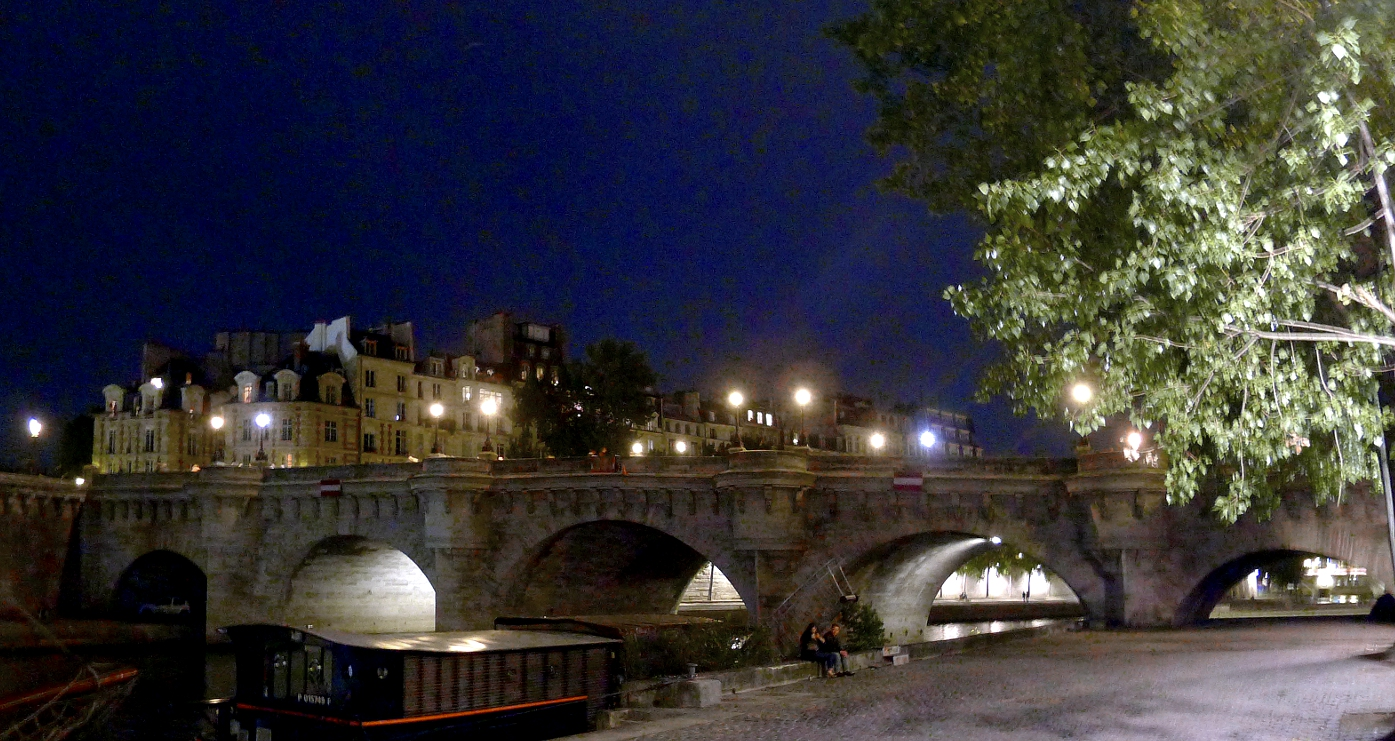
Le pont Neuf la nuit.
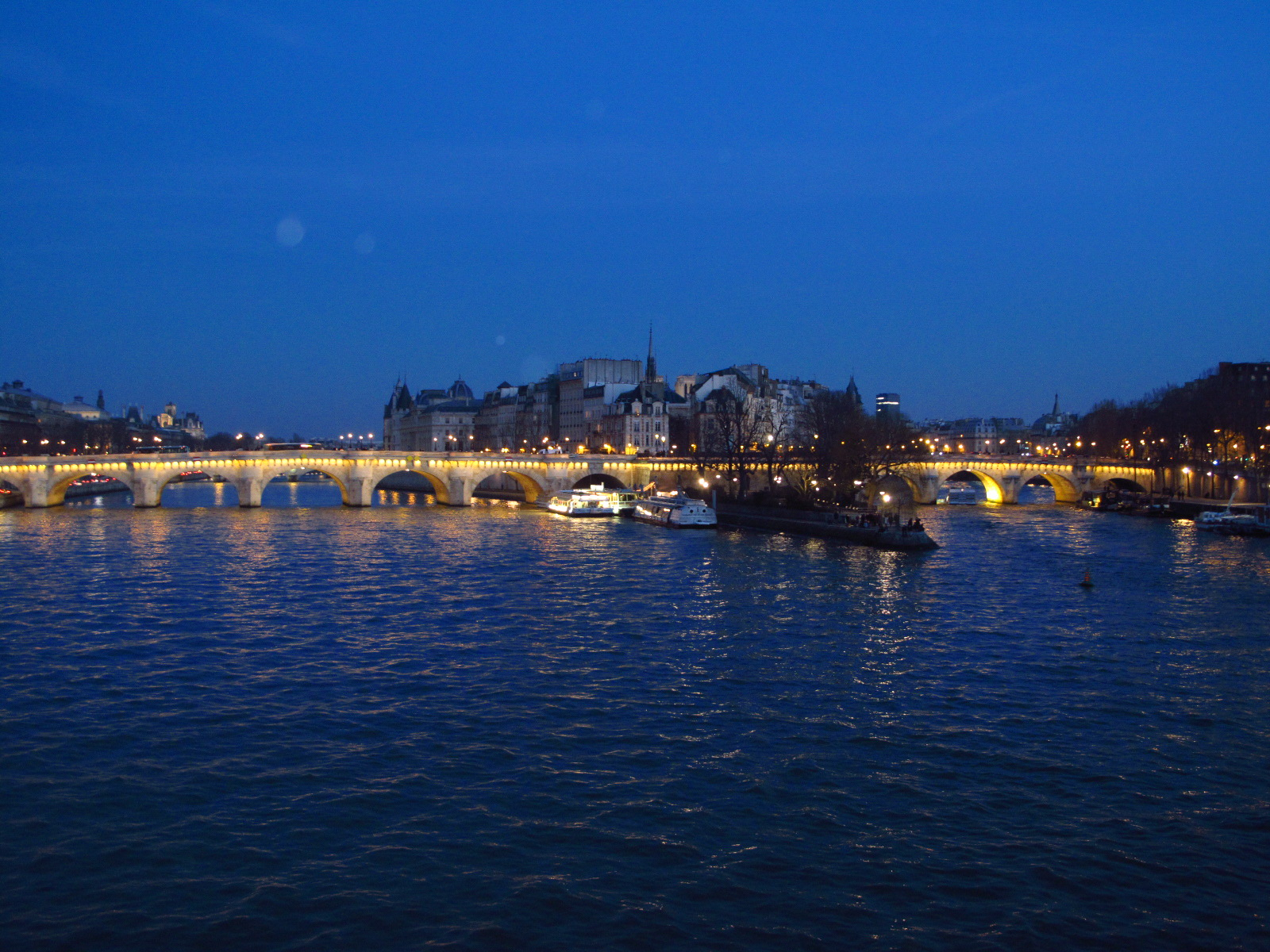
Au crépuscule.
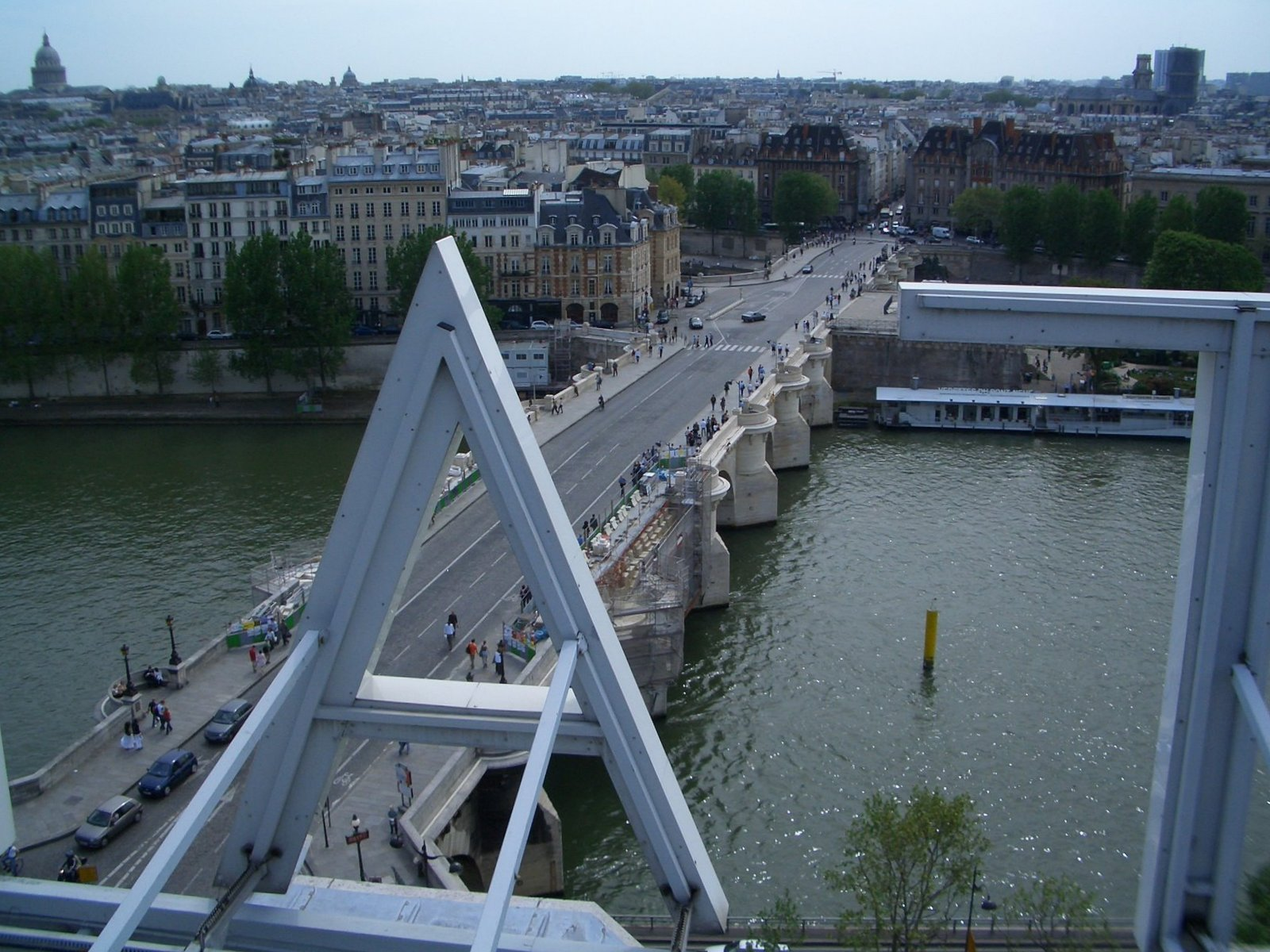
Le pont Neuf vu du haut de la Samaritaine.
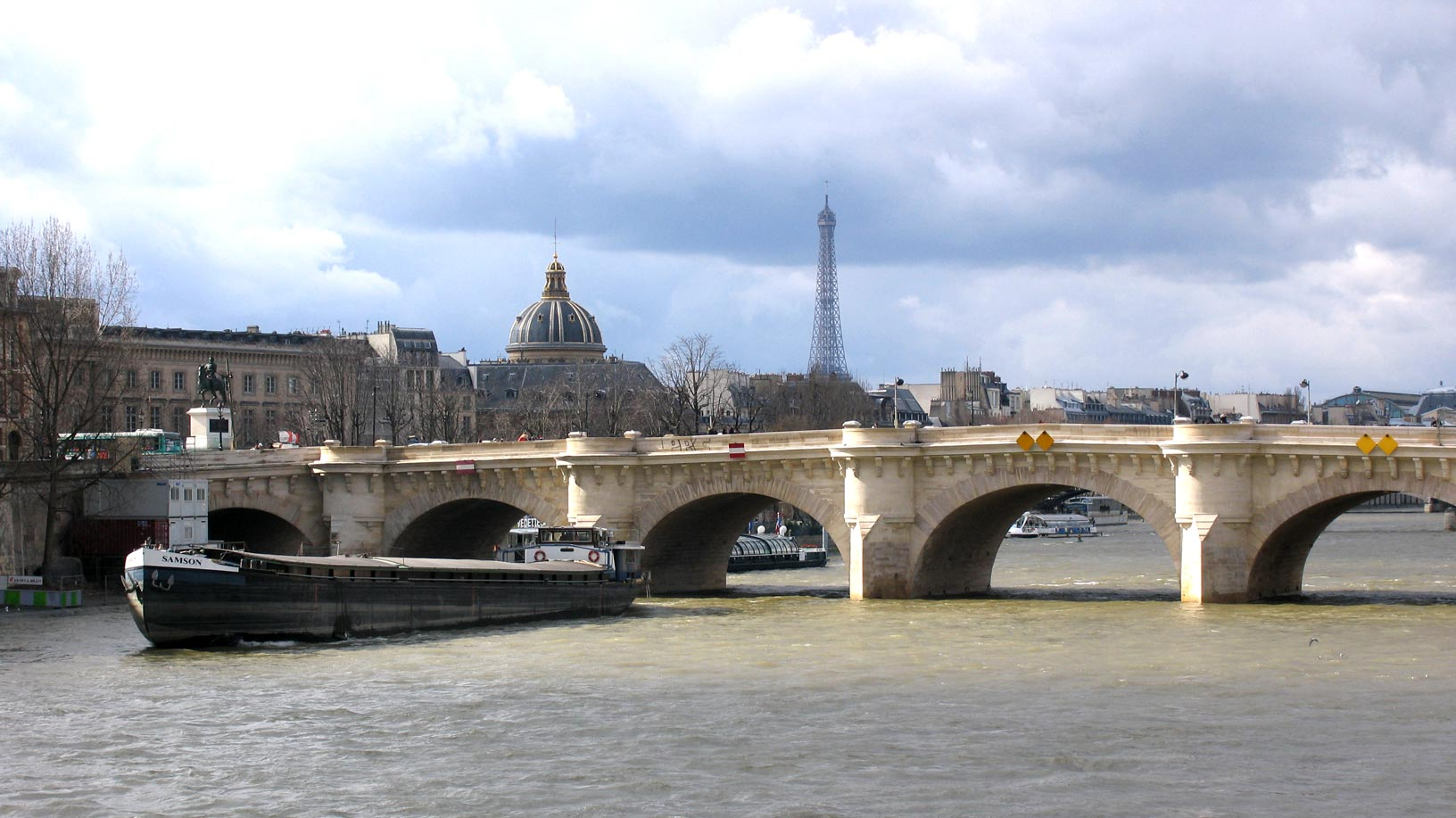
Vu de la rive droite (quai de la Mégisserie).
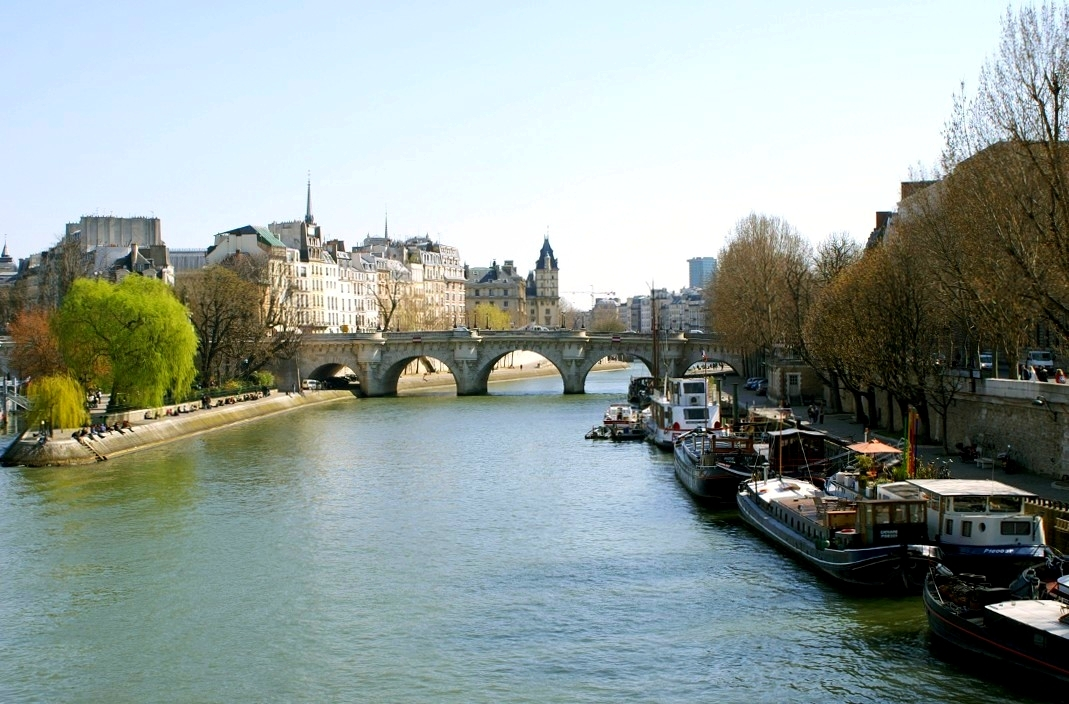
Vu du pont des Arts.
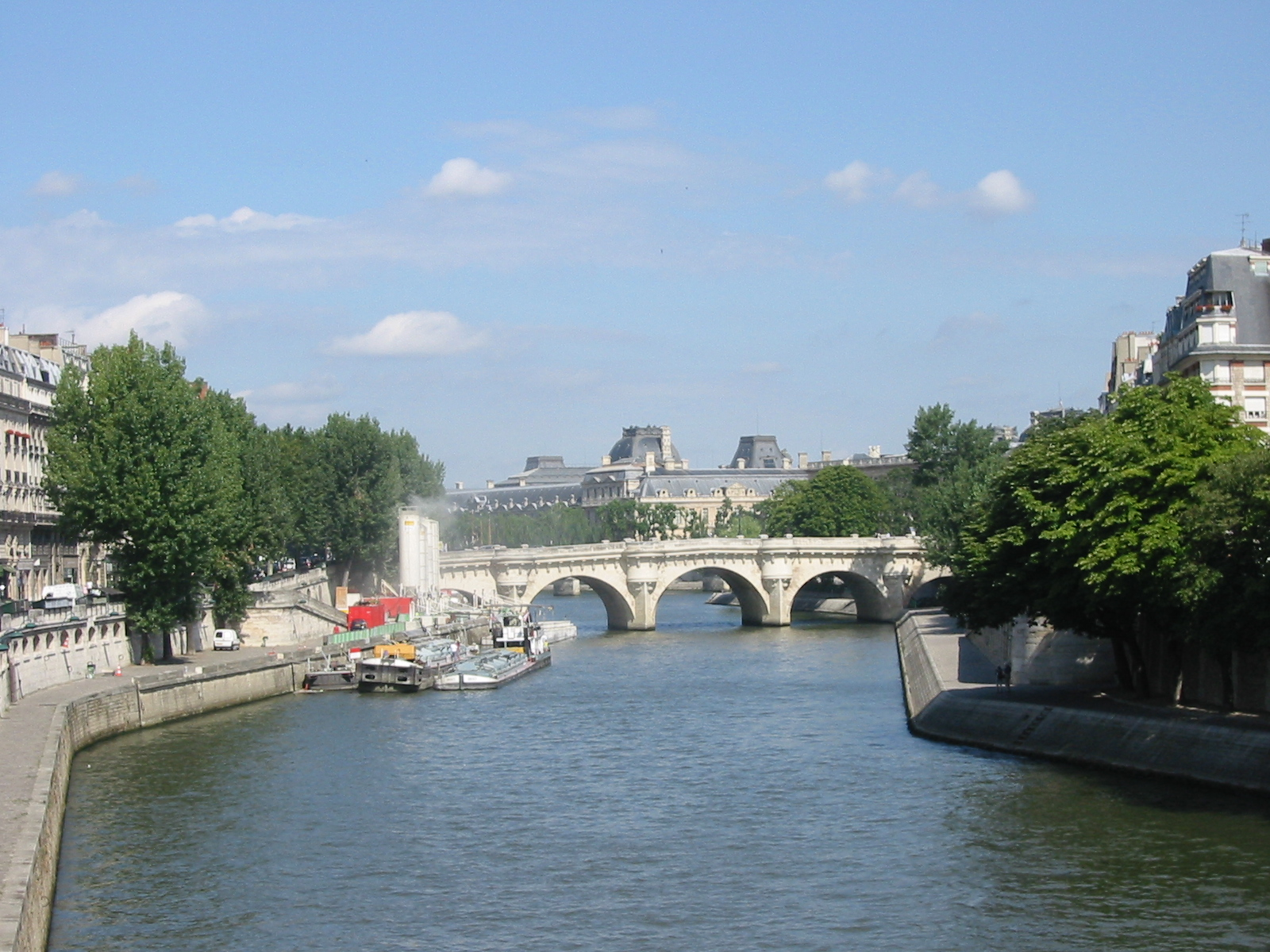
Vu du pont Saint-Michel.

## Postérité

### Le pont Neuf et les arts

#### Vu par les peintres

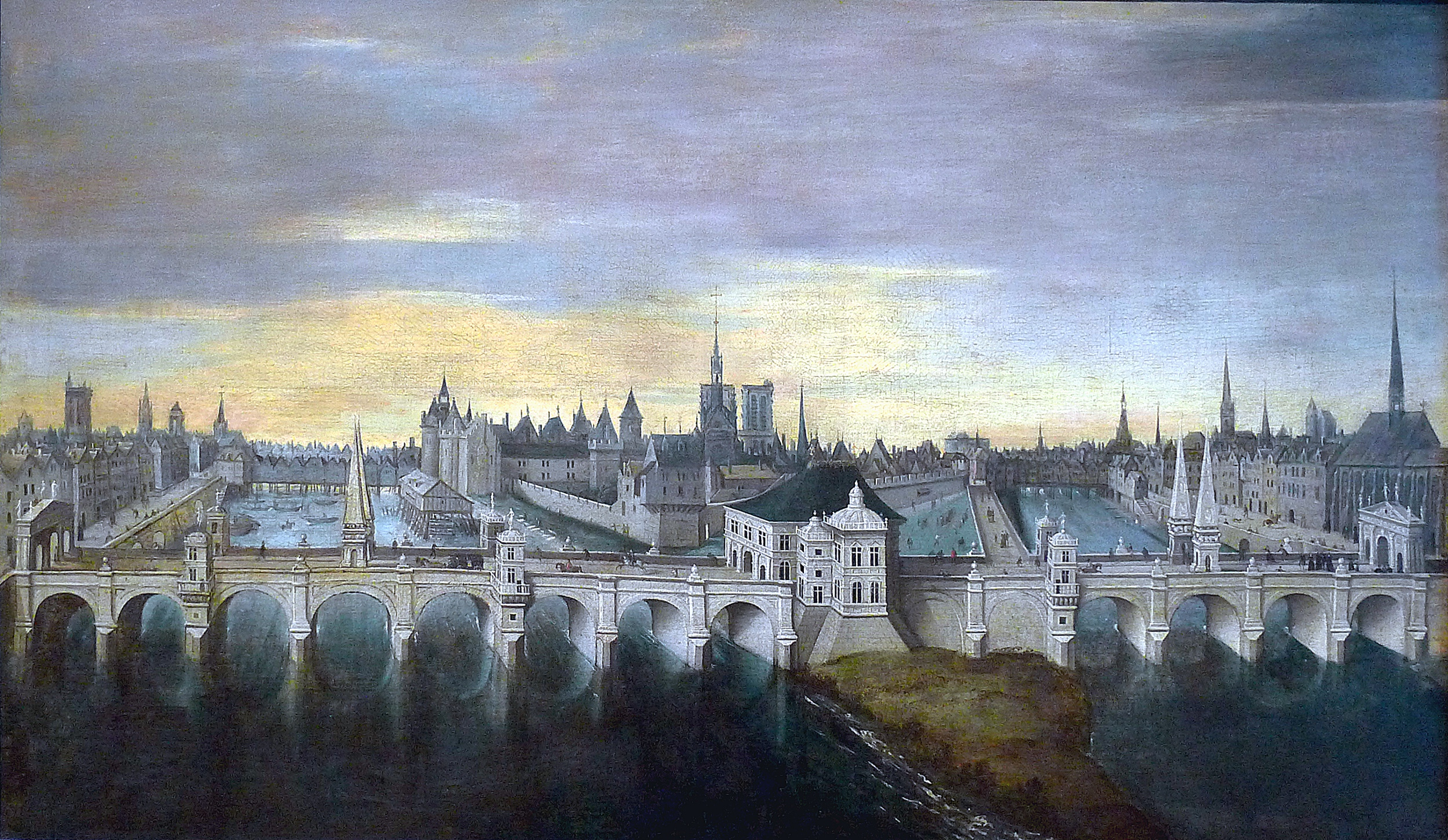
École française, Projet pour le Pont-Neuf (vers 1577), musée Carnavalet (Paris).

Le musée Carnavalet à Paris conserve de nombreux tableaux de toutes époques représentant le pont Neuf. Le plus intéressant est une toile anonyme de la seconde moitié du XVIe siècle, qui s'inspire du dessin approuvé par Henri III en 1577 et montre une décoration beaucoup plus riche que celle qui fut réalisée en définitive, avec des arcs de triomphe, des obélisques et un pavillon central.
- William Turner, Paris : le Pont Neuf et l'Ile de la Cité, Série « Vagabondage le long de la Seine », (« Tournée annuelle de Turner »), vers 1833, Tate Britain, Londres[30]
- Johan Barthold Jongkind, dans Le Pont Neuf de 1849-1850 (huile sur toile, 55 × 82 cm, Metropolitan Museum, New York) prend des libertés avec la perspective en réduisant le nombre d'arches du pont de cinq à quatre, en supprimant la place Dauphine et en faisant apparaître la cathédrale Notre-Dame plus proche qu'elle ne l'est de ce point de vue. Ces modifications, associées au ciel dramatique créent un climat romantique[31].
- Auguste Renoir, Le Pont-Neuf (1872), huile sur toile, National Gallery of Art (Washington) ;
- Claude Monet, Le Pont-Neuf (1873), huile sur toile, Dallas Museum of Art (Dallas) ;
- Camille Pissarro, Le Pont-Neuf (1901), huile sur toile, Allen Memorial Art Museum (Oberlin (Ohio)) ;
- Albert Lebourg, Le Pont-Neuf (1906), huile sur toile, Petit Palais (Paris) ;
- Pierre Soulages, Le Pont-Neuf (1939), huile sur toile[32].
- Olga Dormandi, plusieurs tableaux dont Le Pont Neuf (vers 1965), huile sur toile[33].

#### Galerie

Avant 1900
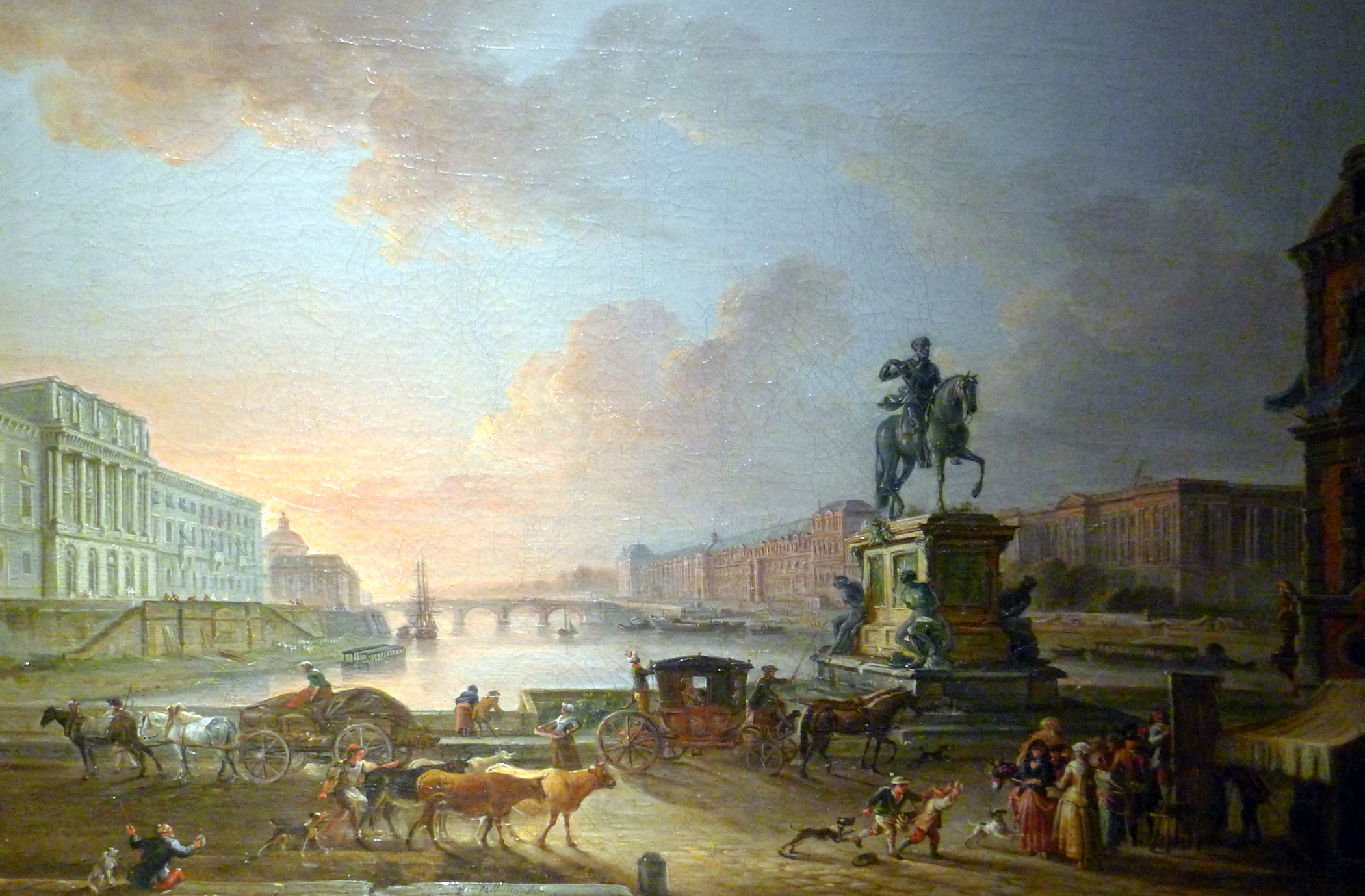
Peint par Lallemand vers 1775.
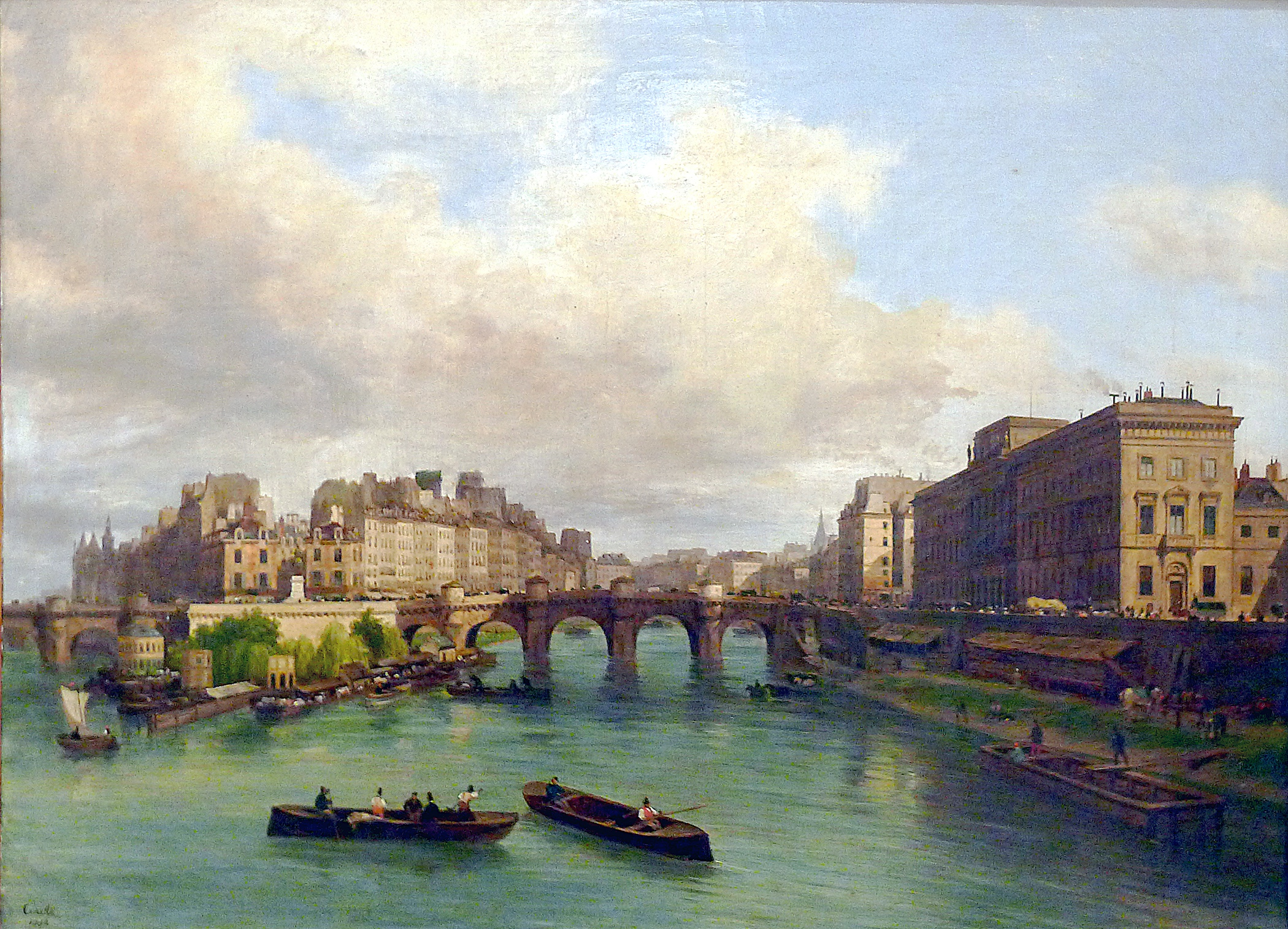
Giuseppe Canella, Le Pont-Neuf en 1832, musée Carnavalet (Paris).
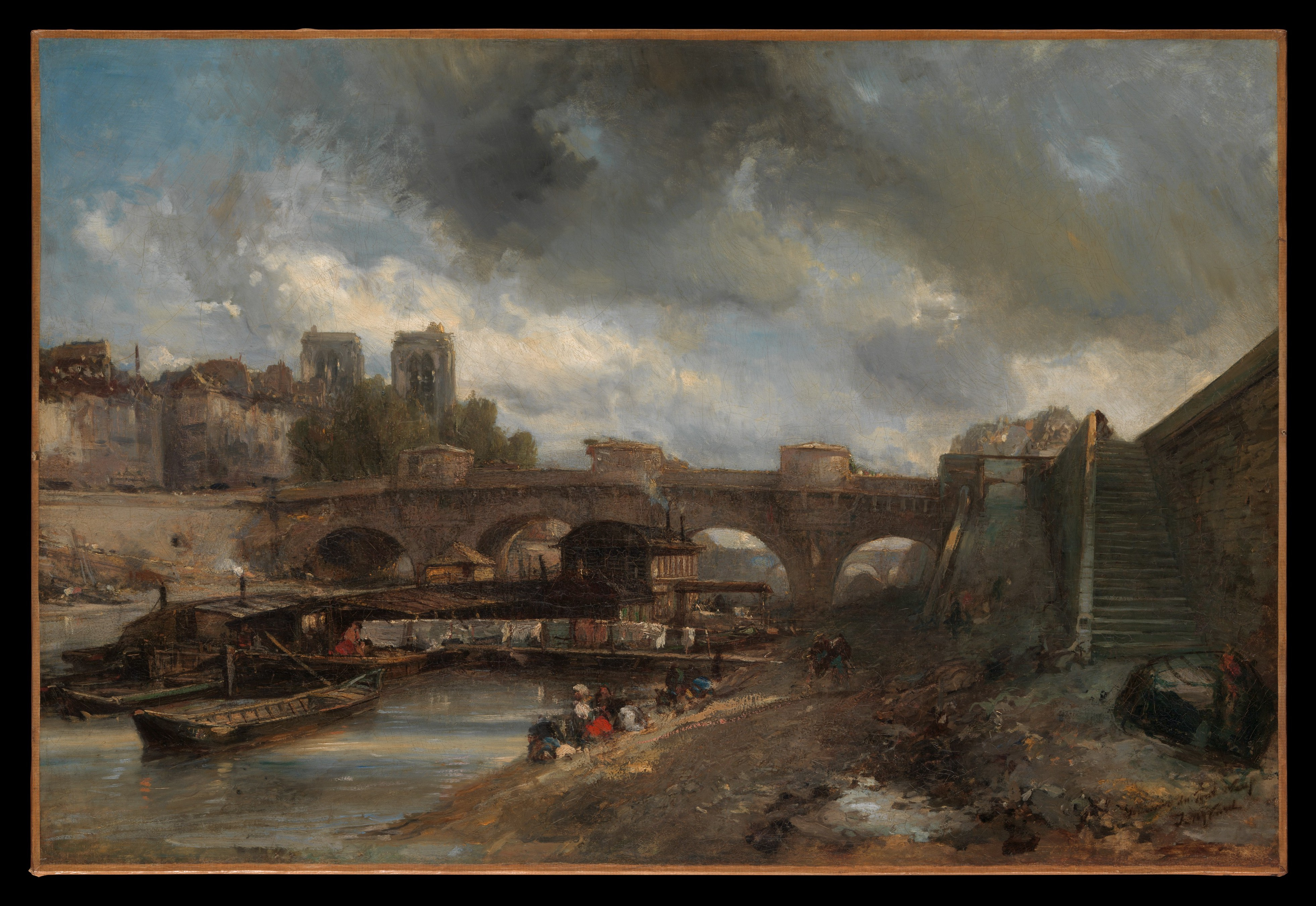
Le Pont Neuf, 1849-1850 Johan Barthold Jongkind Metropolitan Museum, New York
Peint par Renoir en 1872.
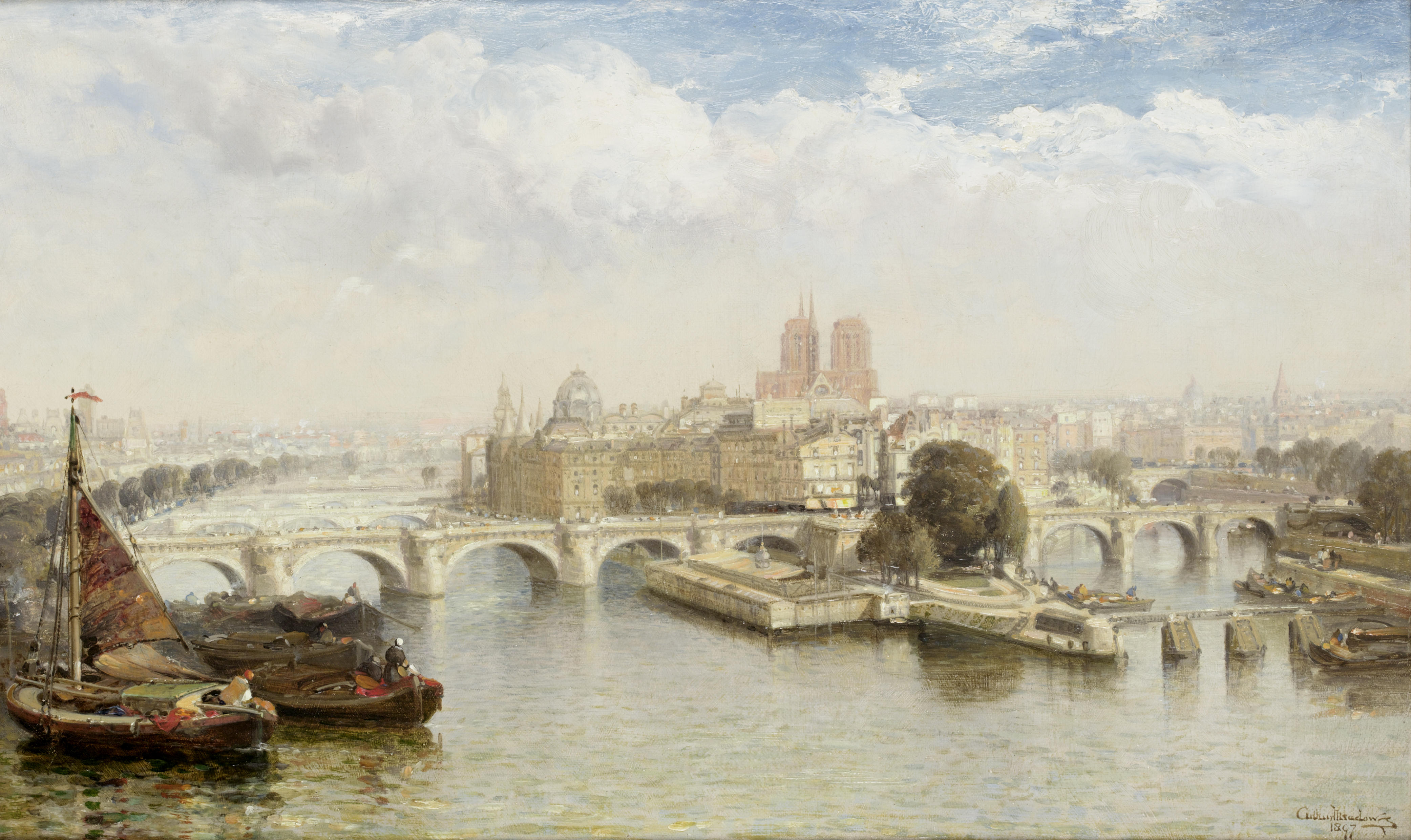
Peint par Arthur Joseph Meadows en 1897.

Après 1900
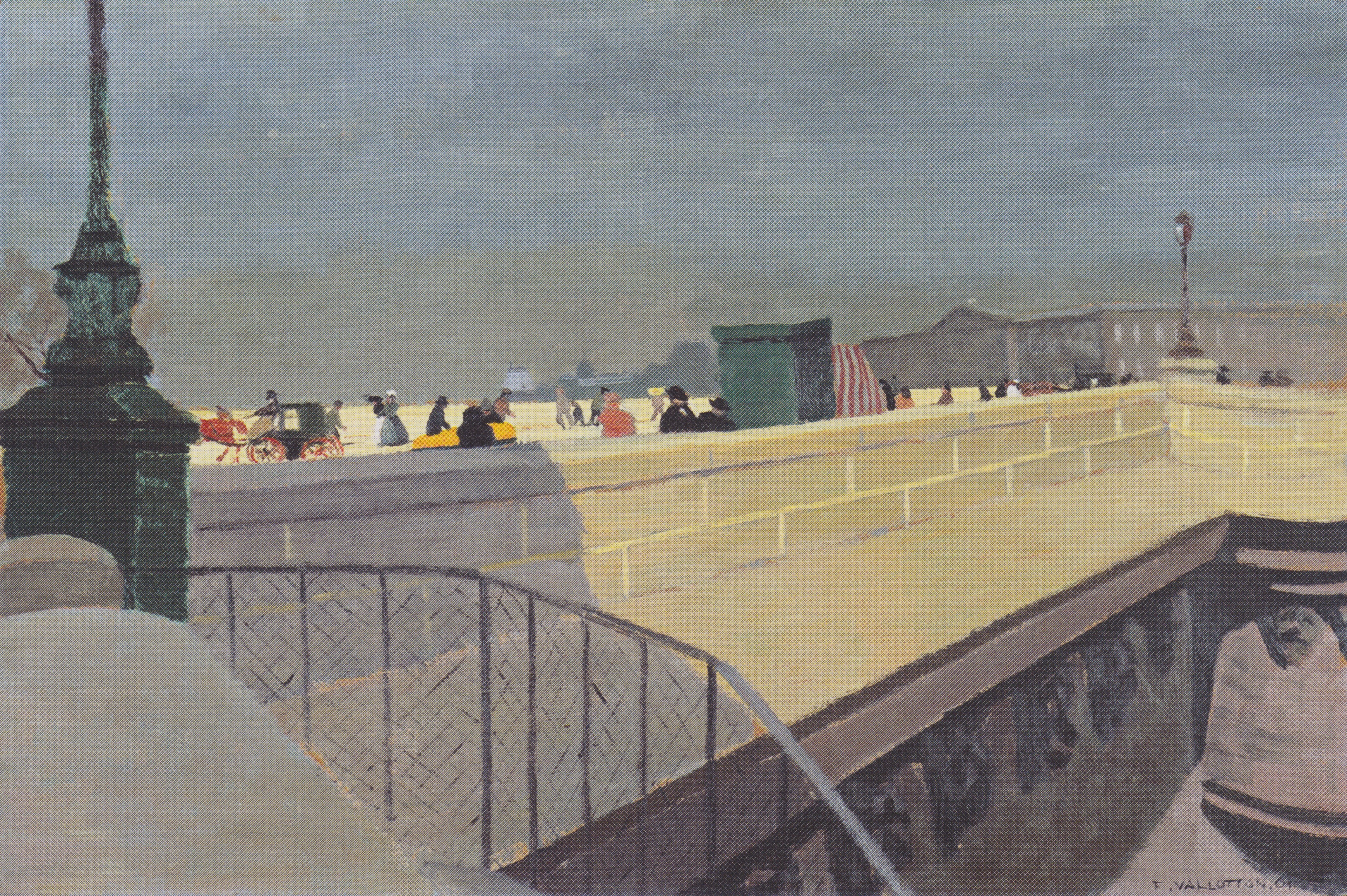
Peint par Félix Vallotton en 1901.
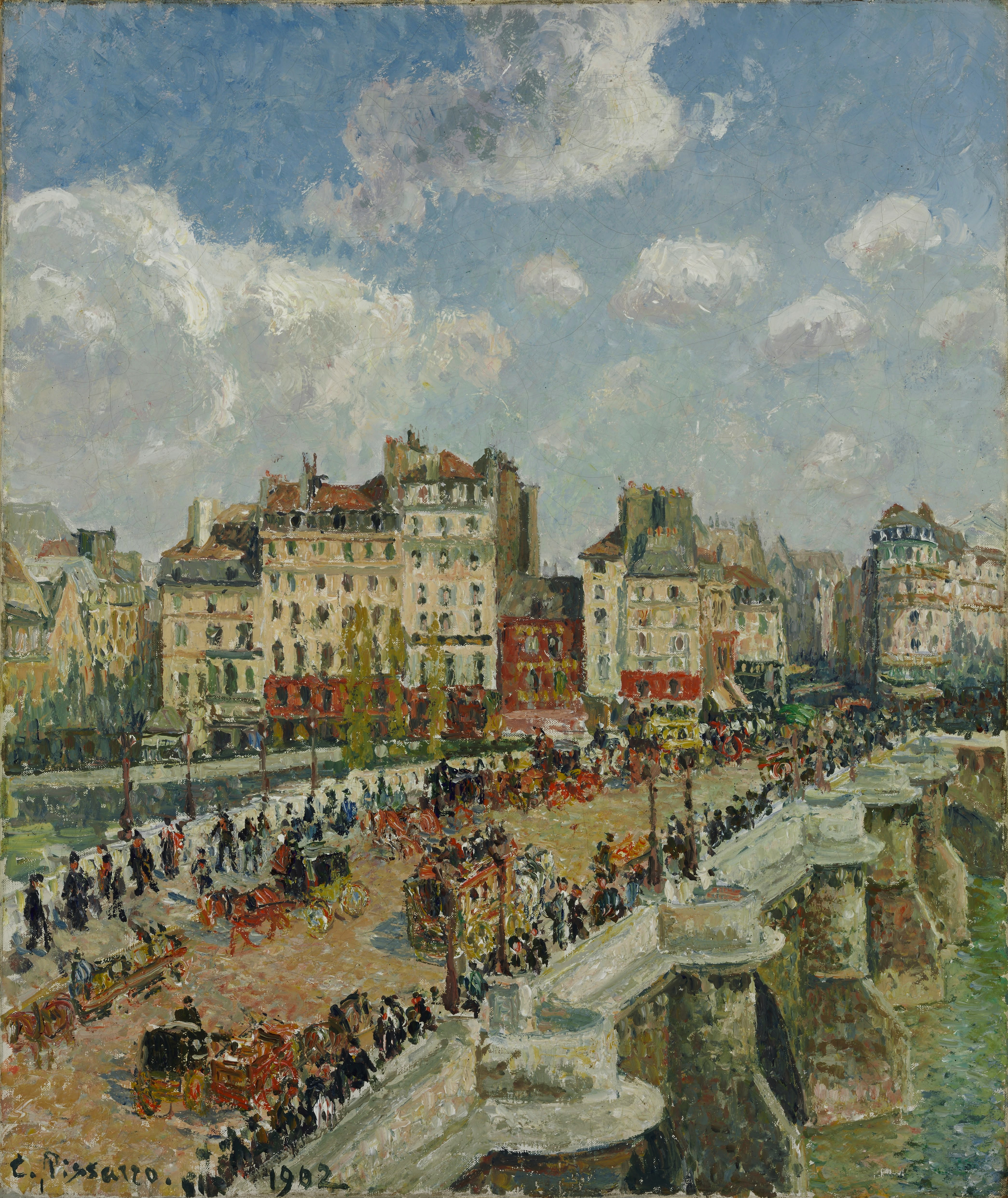
Peint par Camille Pissarro en 1902.
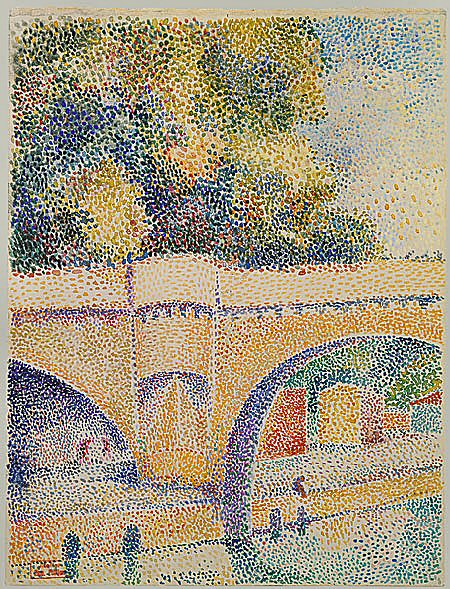
Peint par Hippolyte Petitjean entre 1912 et 1914.
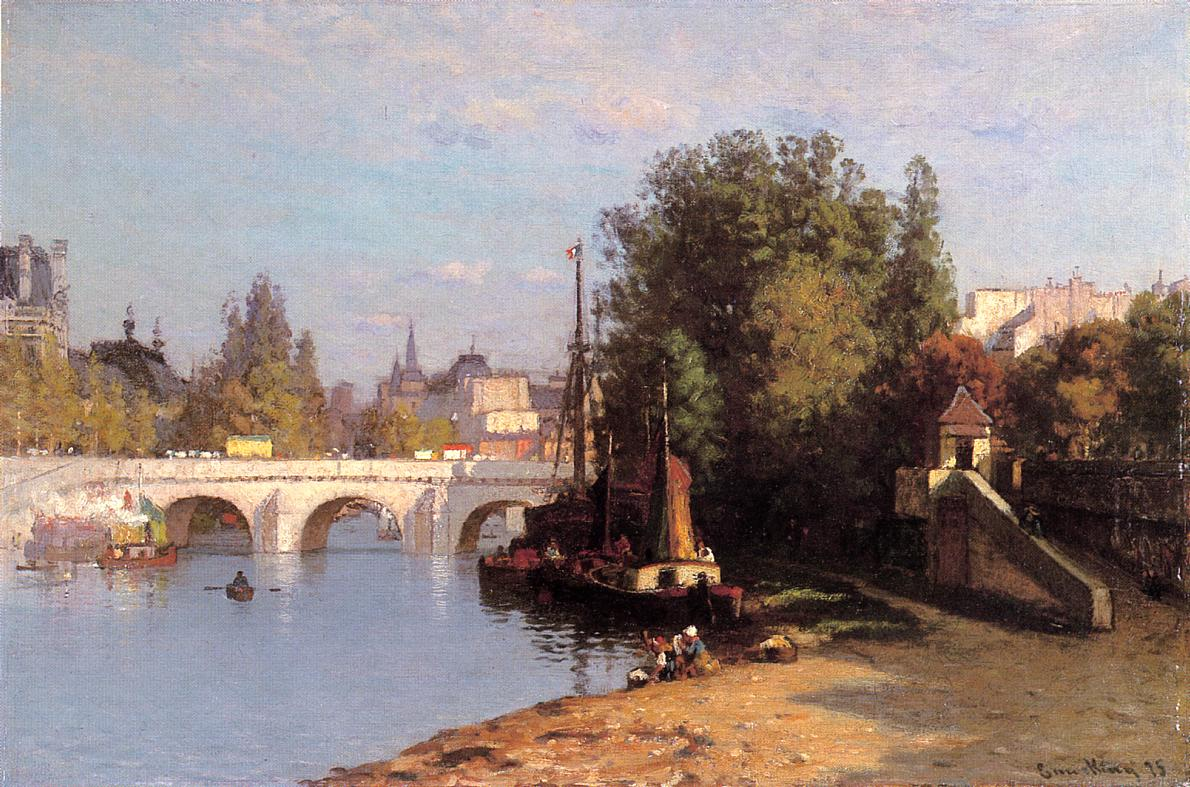
Peint par Enneking John Joseph.

#### Le pont Neuf au cinéma
- 1971 : Quatre Nuits d'un rêveur, film de Robert Bresson ;
- 1991 : Les Amants du Pont-Neuf, film de Léos Carax[34] ;
- 2002 : La Mémoire dans la peau, film de Doug Liman[35].

#### Le pont Neuf et les architectes
Du XVIIe siècle au XIXe siècle, le Pont-Neuf inspira les architectes qui imaginèrent de nombreux projets pour aménager son terre-plein.
- En 1662, l'architecte Nicolas de l'Espine conçut un projet, à la demande du sieur Dupin, aide des cérémonies de Louis XIV, sous le ministère de Colbert qui était désireux de magnifier les abords de la statue équestre du grand-père de Louis XIV. Il s'agissait d'établir une sorte de forum à l'antique, établi sur le terre-plein qui aurait été agrandi et percé, à l'ouest, d'une loggia surmontée de deux obélisques ; les statues des grands capitaines, qui de règne en règne, ont vaillamment défendu le royaume de France, devaient être érigées sur la balustrade qui aurait entouré la nouvelle place. Un bassin aurait été creusé derrière la statue d'Henri IV ; en son centre, aurait été installée sur un piédestal la statue de Jeanne d'Arc[36]. Le roi ne donna pas suite à cette proposition.
- En 1748, Germain Boffrand proposa de construire la place Louis XV à l'emplacement de la place Dauphine, qu'il aurait rasée et sur laquelle il aurait aménagé une colonne Ludovise surmontée de la statue pédestre du roi. Derrière cette nouvelle colonne Trajane se serait étendue une place semi-circulaire, bordée d'une balustrade, rythmée de colonnes et de pilastres corinthiens, avec en son centre un arc de triomphe dominant le Pont-Neuf qui aurait été modifié[37].
- En 1787, l'architecte Jacques-Pierre Gisors, proposa à Louis XVI un projet qui consistait à célébrer les vertus de Louis XVI sur le terre-plein du Pont-Neuf. À l'emplacement des deux maisons qui marquent l'entrée du Pont-Neuf, un arc de triomphe, décoré d'un grand nombre de colonnes corinthiennes, aurait servi d'arrière-plan à la statue équestre du roi régnant, placée face à celle de son ancêtre[37].
- En 1804, l'architecte Guy de Gisors exposa un projet de création de thermes qui auraient porté le nom de Napoléon Ier. Il s'agissait d'une épaisse construction à quatre étages d'arcades et à deux ailes en retour d'équerre au milieu desquelles les eaux d'une fontaine auraient jailli. La bâtisse devait abriter cent soixante-seize cabines de bain. Il était également prévu d'aménager un bassin de plein air destiné aux baigneurs et auquel on aurait accédé par un escalier à double évolution[38]. L'empereur ne donna pas suite à cette proposition. En revanche, il lança en 1810 un concours ouvert en vertu d'un décret signé au camp de Schönbrunn : il s'agissait d'élever, sur le terre-plein du Pont Neuf, un obélisque en granit de Cherbourg, avec une inscription « L'empereur Napoléon au peuple français » ; l'obélisque devait faire 180 pieds d'élévation[39].

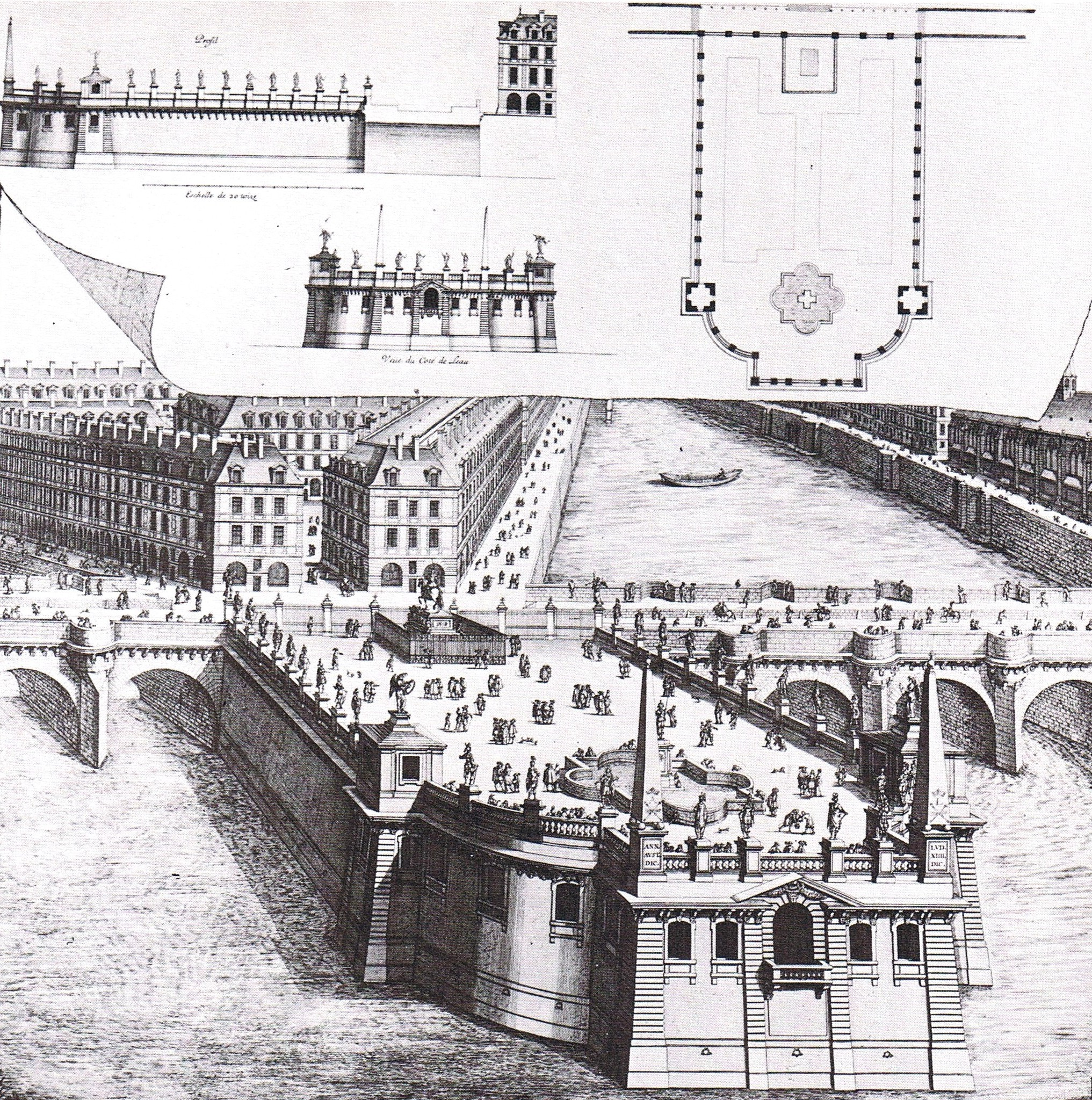
Nicolas de l'Espine, projet d'aménagement du terre-plein du pont Neuf.
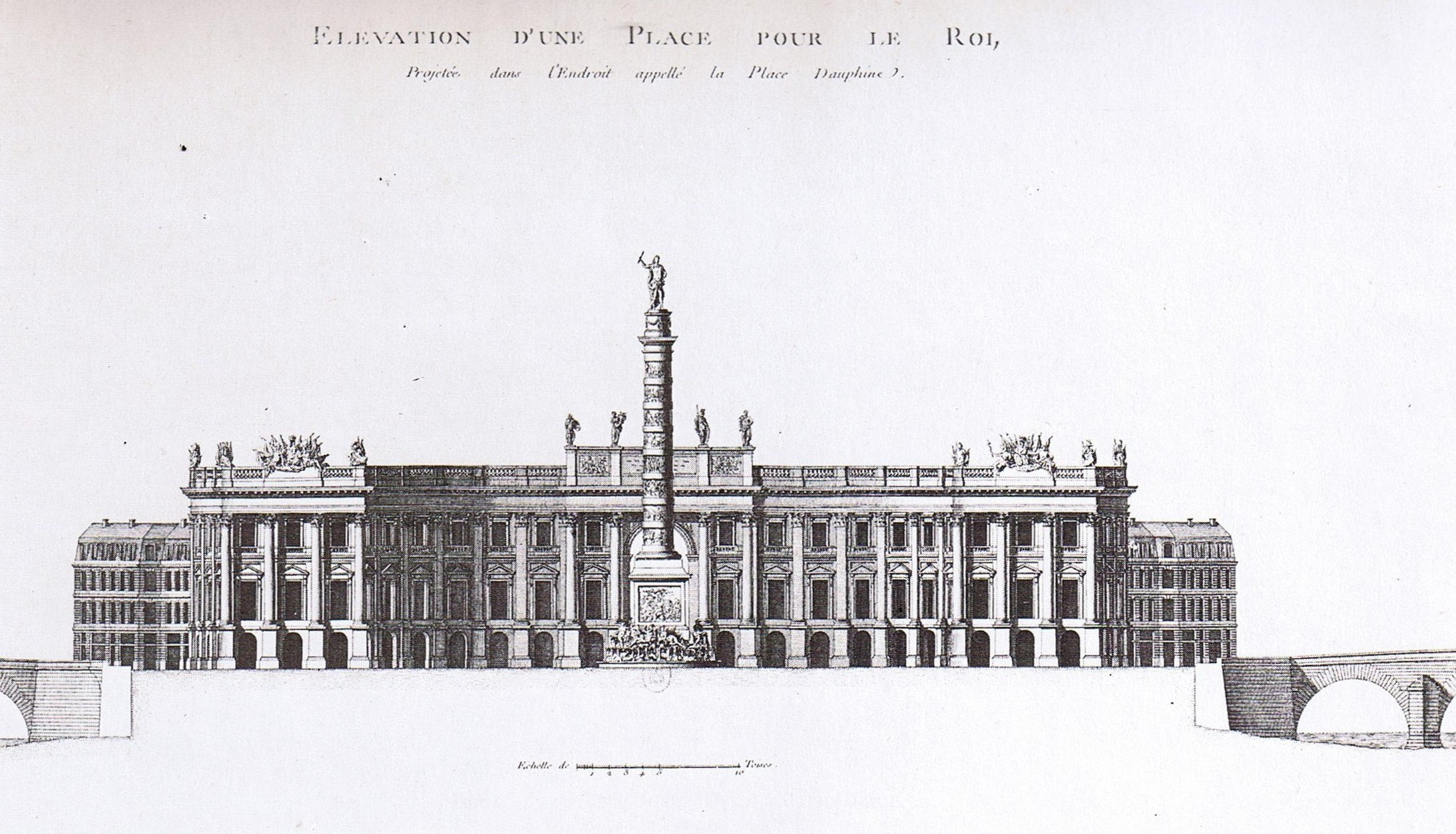
Germain Boffrand, place Louis-XV avec un arc de Triomphe sur le pont Neuf.
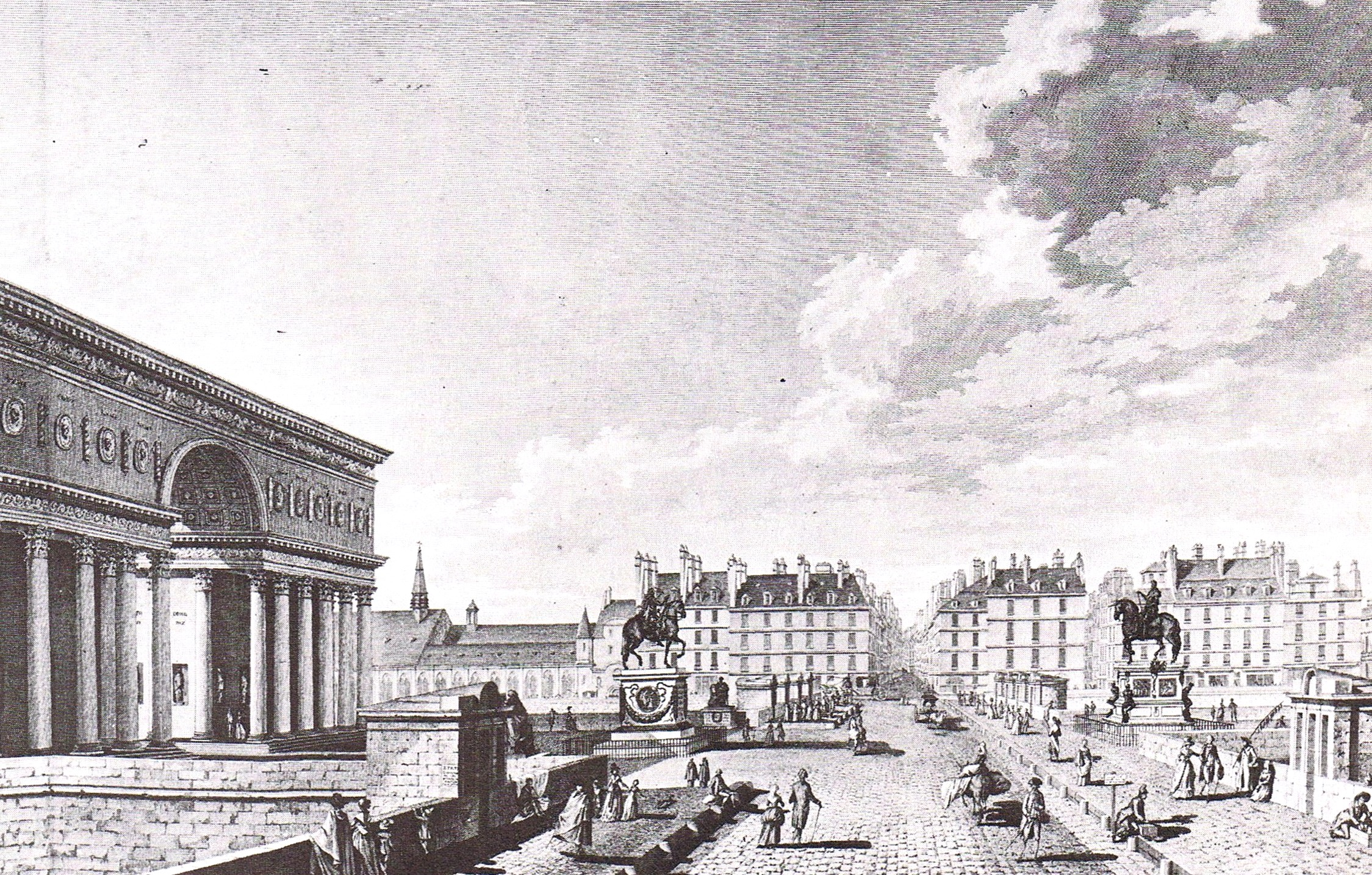
Jacques-Pierre Gisors, arc de triomphe et statue de Louis XVI dominant le pont Neuf.
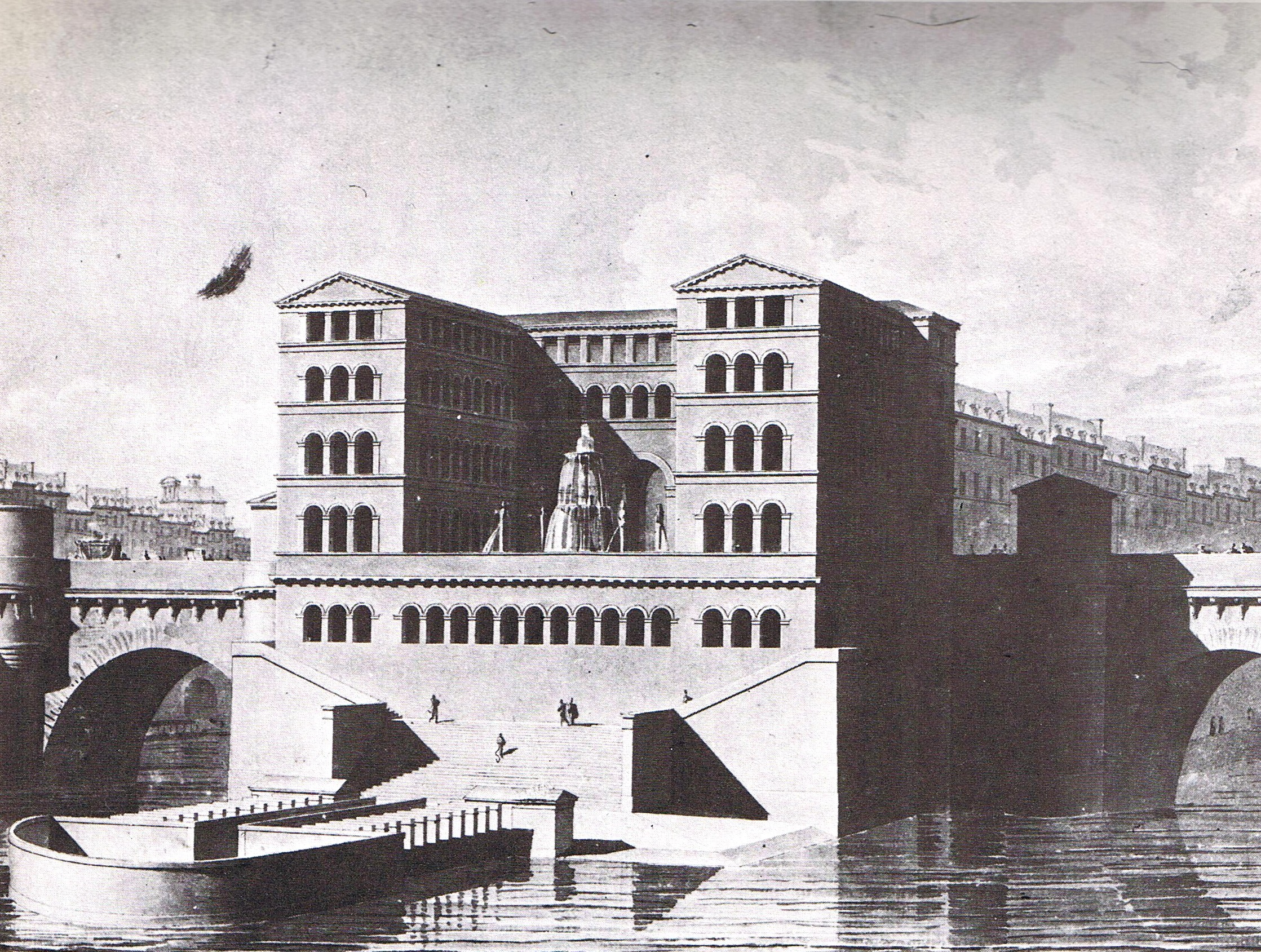
Guy de Gisors, projet d'aménagement du terre-plein du pont Neuf.

#### Le pont Neuf et la mode
Le 20 juin 2023, lors de la fashion week printemps-été 2024, a été organisé sur le pont Neuf le défilé prêt-à-porter masculin de Louis Vuitton, au cours duquel la première collection de Pharrell Williams pour Louis Vuitton a été présentée,.

### Anecdotes
- À l’intérieur du socle de la statue d'Henri IV, on a retrouvé en 2004 des documents et des objets historiques cachés à l’époque de sa reconstruction, comme des parchemins et des médailles.
- Dans les siècles passés, on entendait beaucoup chanter sur le Pont-Neuf, ce qui avait donné l'expression aujourd'hui oubliée « un pont-neuf » pour désigner un air très connu sur lequel on pouvait mettre d'autres chansons[42],[43].
- Le 1er janvier 2002, le pont Neuf a été choisi pour symboliser le passage à la nouvelle monnaie européenne lors de la cérémonie du passage à l'euro. Le ministre de l'Économie de l'époque, Laurent Fabius, l'aurait choisi pour sa solidité et ses 12 arches qui symbolisaient les 12 pays de la zone euro en 2002[7].
- Le Pont-Neuf, aussi appelé « Pont de Paris », comporte une inscription que certains initiés au regard amoureux déchiffrent en lisant le mot « voyage »[44].

### Bibliographie

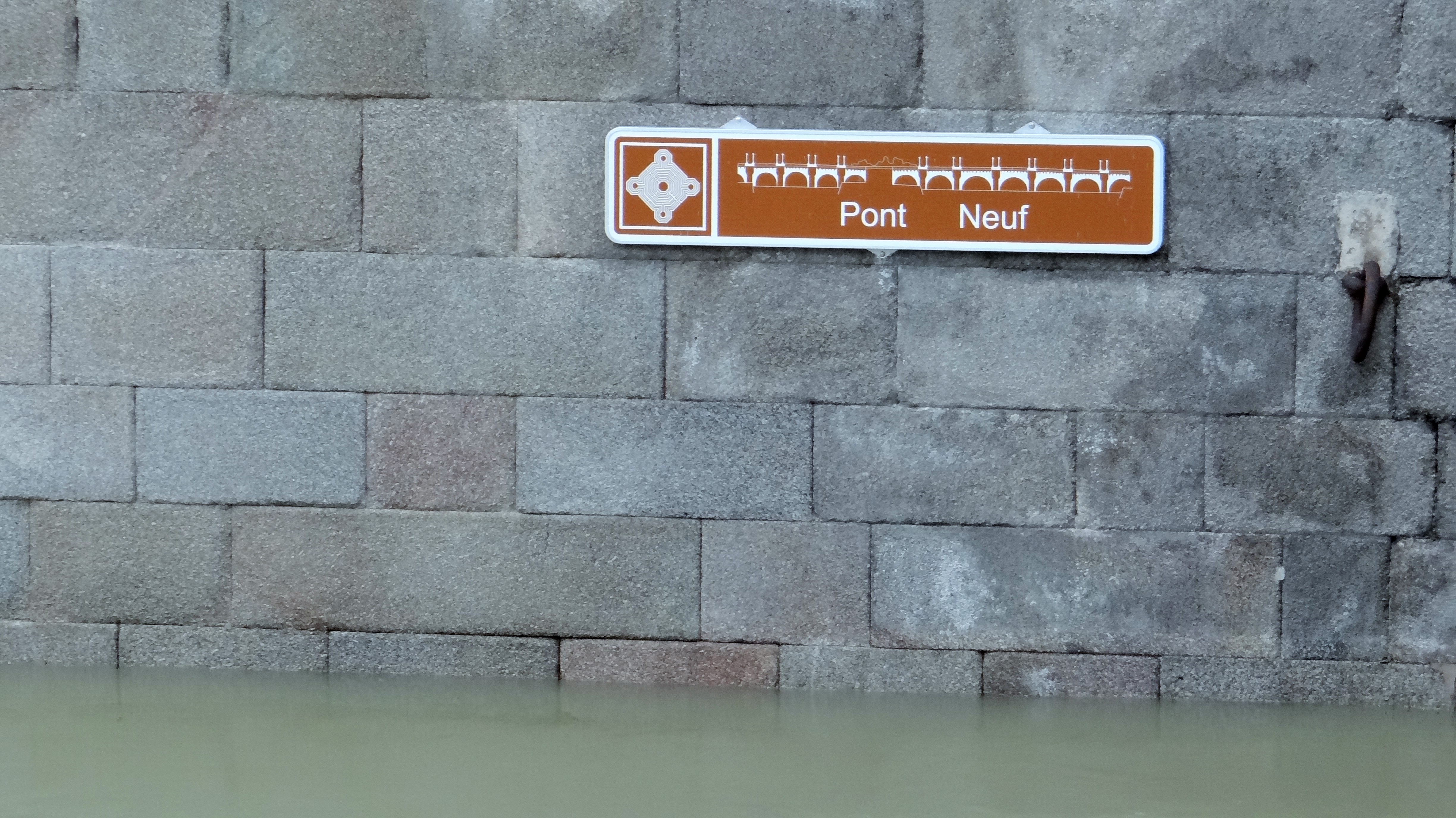
Crue de la Seine 2018.